# Renault Scénic
Der Renault Scénic ist ein Kompaktvan des französischen Automobilherstellers Renault. Der zwischen 1996 und 2023 produzierte sogenannte Monospace wurde im nordfranzösischen Douai nahe Lille gefertigt.

## Geschichte
Die Studie wurde 1991 auf der IAA vorgestellt, die Markteinführung in Europa fand Ende 1996 statt. Der Scénic wurde außerdem zum Auto des Jahres 1997 gewählt.
Er basiert auf dem Renault Mégane und wurde in den ersten drei Jahren, bis zum Facelift im Spätsommer 1999, als Renault Mégane Scénic verkauft. Seitdem heißt er nur Scénic, die Bezeichnung Mégane ist seitdem in ein Kunststoffteil neben den hinteren Fenstern eingeprägt.
Im Sommer 2003 wurde der Kompaktvan komplett überarbeitet und als Scénic II bezeichnet. Im Frühjahr 2004 kam die siebensitzige Variante Grand Scénic hinzu. Die zwei zusätzlichen Sitze der dritten Sitzreihe lassen sich im Kofferraumboden versenken. Im September 2006 wurde das Modell leicht überarbeitet. Angeboten wird auch ein Fünfsitzer des Grand Scénic mit der Bezeichnung XXL.
In Taiwan produzierte der taiwanische Automobilhersteller Yulon von 2003 bis 2009 den Renault Scénic in seinen zwei Generationen jeweils in der Phase II. Der Hersteller verwendete allerdings noch den Urnamen des Vorgängermodells und vermarktete den Kompaktvan unter dem Namen Renault Mégane Scénic.
Der Scénic war der erste erfolgreiche Kompaktvan auf dem europäischen Markt und war bereits früh auch in einer Allradvariante erhältlich, die in der Fachpresse vielfach gelobt wurde. Im Hinblick auf den Komfort war der Antriebsstrang mit einer Hardyscheibe (Gelenkscheibe der Süddeutschen Gelenkscheibenfabrik SGF) versehen.
Die nachfolgenden Angaben zu den einzelnen Scénic-Modellen beziehen sich jeweils auf diejenigen Versionen, die auf dem deutschen und österreichischen Markt angeboten wurden. Auf Grund der großen Varianz von Sondermodellen und Motoren in allen anderen europäischen Ländern würde das Eingehen auf alle jemals produzierten Varianten an dieser Stelle den Rahmen sprengen.
Auf der IAA 2023 wurde das elektrisch angetriebene Nachfolgemodell Scénic E-Tech vorgestellt.

## Mégane Scénic (Typ JA, 1996–2003)
| Sterne im Euro-NCAP-Crashtest (2001) |

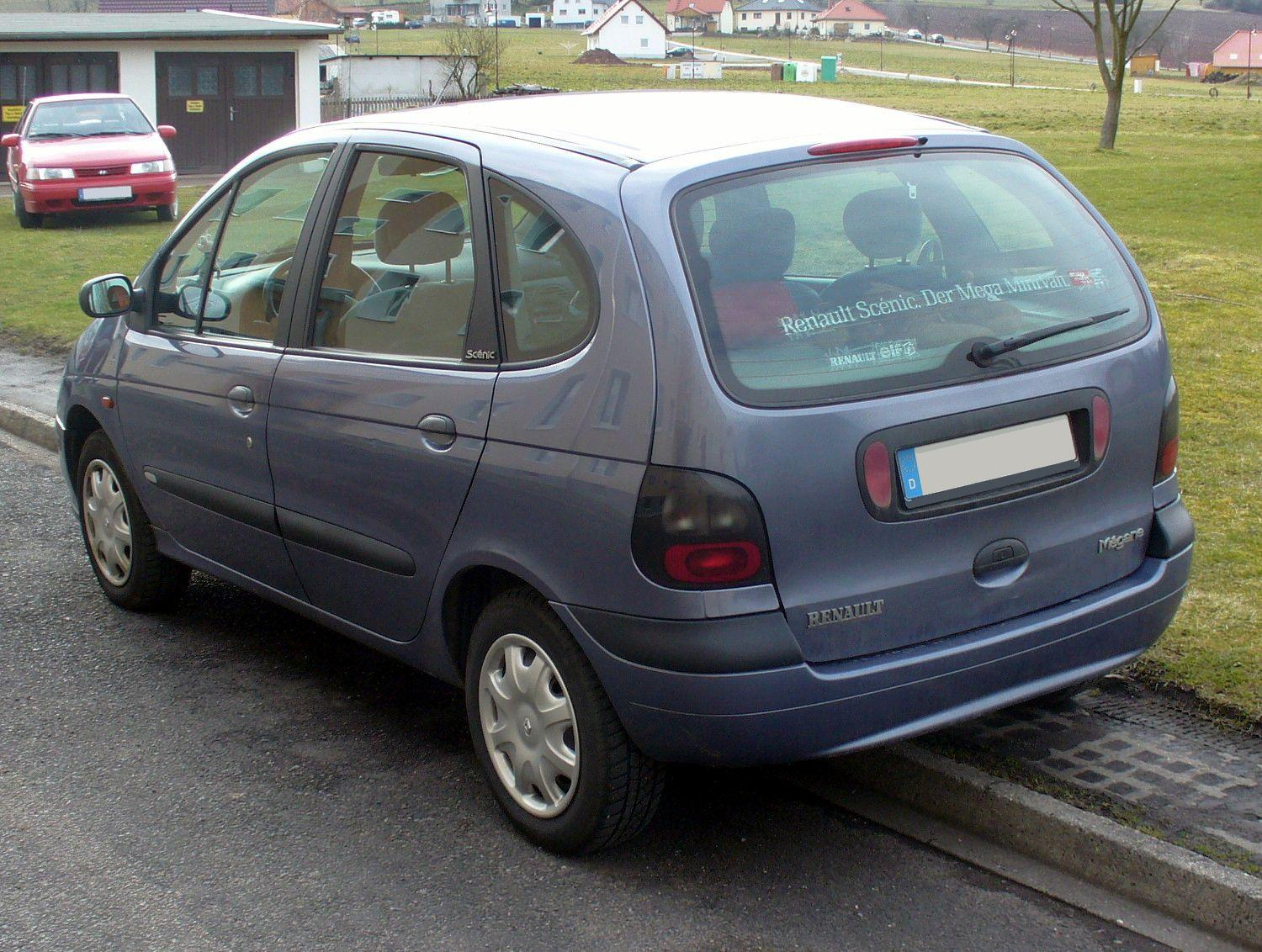
Heckansicht

Die erste Generation des Scénic wurde von November 1996 bis Juni 2003 gebaut. Die Werksbezeichnung lautete Typ JA.

### Phase I
Der Scénic der ersten Generation wurde von November 1996 bis September 1999 in der Phase I gebaut.
Ausstattungsvarianten
- RN
- RT
- RXE
- Sondermodell Aida
- Sondermodell Alizé
- Sondermodell Century
- Sondermodell Conquest (Österreich)
- Sondermodell Kaleido

#### Technische Daten
|                                             | 1.4                   | 1.6                   | 1.6 e                      | 2.0                        | 2.0                        | 1.9 d                 | 1.9 dT                | 1.9 dTi               |
| ------------------------------------------- | --------------------- | --------------------- | -------------------------- | -------------------------- | -------------------------- | --------------------- | --------------------- | --------------------- |
| Bauzeitraum                                 | 1996–2003             | 1996–2003             | 1996–2003                  | 1996–1998                  | 1998–1999                  | 1996–1999             | 1996–1997             | 1997–1999             |
| Motorkenndaten                              |                       |                       |                            |                            |                            |                       |                       |                       |
| Motortyp                                    | R4-Ottomotor          | R4-Ottomotor          | R4-Ottomotor               | R4-Ottomotor               | R4-Ottomotor               | R4-Dieselmotor        | R4-Dieselmotor        | R4-Dieselmotor        |
| Anzahl Ventile pro Zylinder                 | 2                     | 2                     | 2                          | 2                          | 2                          | 2                     | 2                     | 2                     |
| Ventilsteuerung                             | OHC, Zahnriemen       | OHC, Zahnriemen       | OHC, Zahnriemen            | OHC, Zahnriemen            | OHC, Zahnriemen            | OHC, Zahnriemen       | OHC, Zahnriemen       | OHC, Zahnriemen       |
| Gemischaufbereitung                         | Zentraleinspritzung   | Zentraleinspritzung   | Saugrohreinspritzung       | Saugrohreinspritzung       | Saugrohreinspritzung       | Vorkammereinspritzung | Vorkammereinspritzung | Direkt- einspritzung  |
| Motoraufladung                              | –                     | –                     | –                          | –                          | –                          | –                     | Turbolader            | Turbolader            |
| Kühlung                                     | Wasserkühlung         | Wasserkühlung         | Wasserkühlung              | Wasserkühlung              | Wasserkühlung              | Wasserkühlung         | Wasserkühlung         | Wasserkühlung         |
| Motorkennung                                | E7J                   | K7M                   | K7M                        | F3R                        | F3R                        | F8Q                   | F8Q                   | F9Q                   |
| Bohrung × Hub                               | 75,8 mm × 77,0 mm     | 79,5 mm × 80,5 mm     | 79,5 mm × 80,5 mm          | 82,7 mm × 93,0 mm          | 82,7 mm × 93,0 mm          | 80,0 mm × 93,0 mm     | 80,0 mm × 93,0 mm     | 80,0 mm × 93,0 mm     |
| Hubraum                                     | 1390 cm³              | 1598 cm³              | 1598 cm³                   | 1998 cm³                   | 1998 cm³                   | 1870 cm³              | 1870 cm³              | 1870 cm³              |
| Verdichtungsverhältnis                      | 9,5:1                 | 9,0:1                 | 9,5:1                      | 9,7:1                      | 9,7:1                      | 21,5:1                | 20,5:1                | 18,3:1                |
| max. Leistung bei min−1                     | 55 kW (75 PS) /6000   | 55 kW (75 PS) /5000   | 66 kW (90 PS) /5000        | 84 kW (114 PS) /5400       | 80 kW (109 PS) /5400       | 47 kW (64 PS) /4500   | 66 kW (90 PS) /4250   | 72 kW (98 PS) /4000   |
| max. Drehmoment bei min−1                   | 107 Nm /4000          | 130 Nm /3400          | 137 Nm /4000               | 168 Nm /4250               | 168 Nm /4250               | 118 Nm /2250          | 176 Nm /2000          | 200 Nm /2000          |
| Kraftübertragung                            |                       |                       |                            |                            |                            |                       |                       |                       |
| Antrieb                                     | Vorderradantrieb      | Vorderradantrieb      | Vorderradantrieb           | Vorderradantrieb           | Vorderradantrieb           | Vorderradantrieb      | Vorderradantrieb      | Vorderradantrieb      |
| Getriebe, serienmäßig                       | 5-Gang-Schaltgetriebe | 5-Gang-Schaltgetriebe | 5-Gang-Schaltgetriebe      | 5-Gang-Schaltgetriebe      | 5-Gang-Schaltgetriebe      | 5-Gang-Schaltgetriebe | 5-Gang-Schaltgetriebe | 5-Gang-Schaltgetriebe |
| Getriebe, optional                          | –                     | –                     | 4-Stufen-Automatikgetriebe | 4-Stufen-Automatikgetriebe | 4-Stufen-Automatikgetriebe | –                     | –                     | –                     |
| Messwerte                                   |                       |                       |                            |                            |                            |                       |                       |                       |
| Höchstgeschwindigkeit                       | 160 km/h              | 162 km/h              | 170 km/h (165 km/h)        | 185 km/h (180 km/h)        | 185 km/h (182 km/h)        | 152 km/h              | 174 km/h              | 173 km/h              |
| Beschleunigung, 0–100 km/h                  | 16,2 s                | 14,7 s                | 13,7 s (16,0 s)            | 11,1 s (12,5 s)            | 11,1 s (12,5 s)            | 18,9 s                | 12,9 s                | 12,7 s                |
| Kraftstoffverbrauch auf 100 km (kombiniert) | 6,6 l S               | 6,6 l S               | 6,6 l S (7,1 l S)          | 7,5 l S (7,9 l S)          | 7,5 l S (7,9 l S)          | 5,8 l D               | 5,7 l D               | 5,1 l D               |

1. ↑  Werte in runden Klammern („( )“) für Automatikgetriebe.

- Die Verfügbarkeit der Motoren war von Modell, Ausstattung und Markt abhängig.

### Phase II

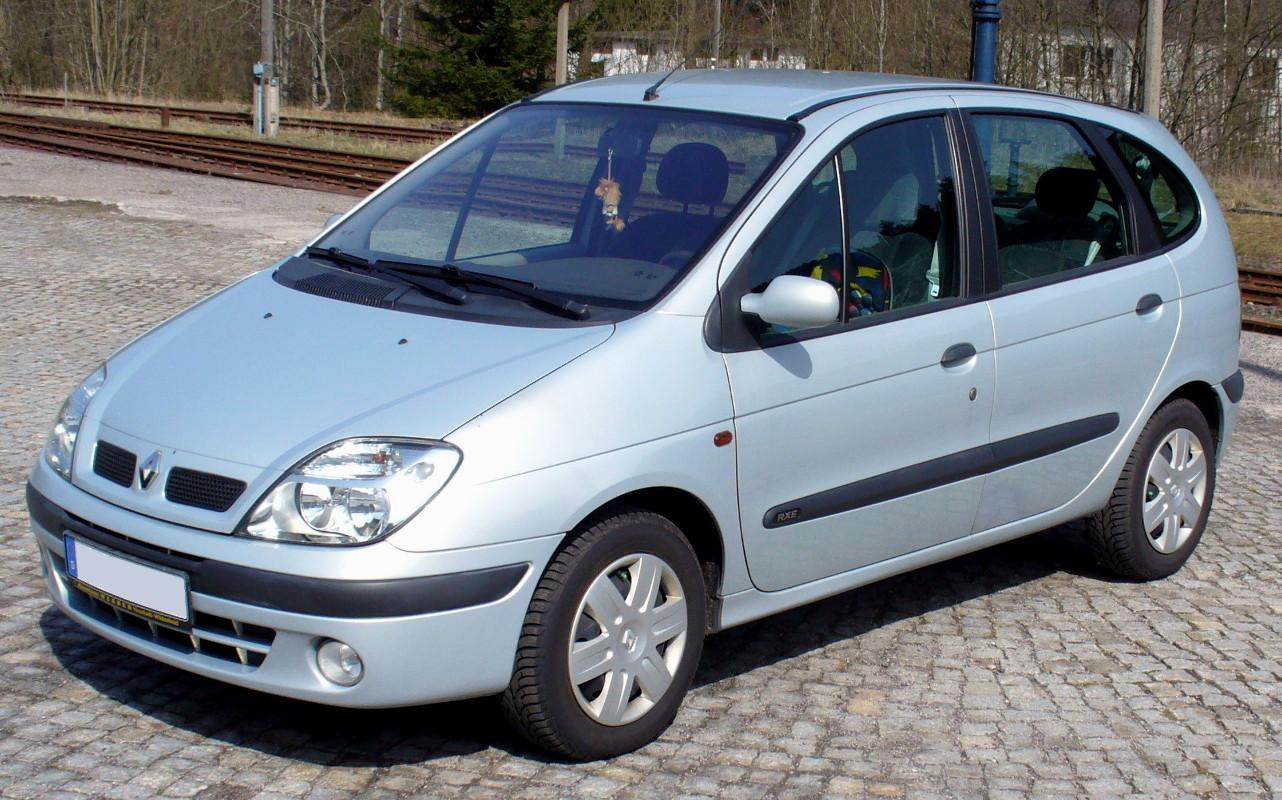
Renault Scénic (1999–2003)

Der überarbeitete Scénic der ersten Generation (oder auch Phase II) wurde von September 1999 bis Juni 2003 gebaut.
Ausstattungsvarianten
- AIR
- RT
- RXE
- RXI
- Authentique
- Conquest
- Dynamique
- Elysée
- Emotion
- Expression
- Privilège
- Sportway
- Sondermodell Alize
- Sondermodell Fairway
- Sondermodell Aigle
- Sondermodell Carminat

#### Technische Daten
|                                             | 1.4 16V               | 1.6 16V                      | 1.8 16V               | 2.0 16V                      | 1.9 d                   | 1.9 dTi               | 1.9 dTi                      | 1.9 dCi                  |
| ------------------------------------------- | --------------------- | ---------------------------- | --------------------- | ---------------------------- | ----------------------- | --------------------- | ---------------------------- | ------------------------ |
| Bauzeitraum                                 | 1999–2003             | 1999–2003                    | 2001–2003             | 1999–2003                    | 1999–2000               | 2001–2003             | 1999–2000                    | 2000–2003                |
| Motorkenndaten                              |                       |                              |                       |                              |                         |                       |                              |                          |
| Motortyp                                    | R4-Ottomotor          | R4-Ottomotor                 | R4-Ottomotor          | R4-Ottomotor                 | R4-Dieselmotor          | R4-Dieselmotor        | R4-Dieselmotor               | R4-Dieselmotor           |
| Anzahl Ventile pro Zylinder                 | 4                     | 4                            | 4                     | 4                            | 2                       | 2                     | 2                            | 2                        |
| Ventilsteuerung                             | DOHC, Zahnriemen      | DOHC, Zahnriemen             | DOHC, Zahnriemen      | DOHC, Zahnriemen             | OHC, Zahnriemen         | OHC, Zahnriemen       | OHC, Zahnriemen              | OHC, Zahnriemen          |
| Gemischaufbereitung                         | Saugrohreinspritzung  | Saugrohreinspritzung         | Saugrohreinspritzung  | Saugrohreinspritzung         | Vorkammer- einspritzung | Direkteinspritzung    | Direkteinspritzung           | Common-Rail-Einspritzung |
| Motoraufladung                              | –                     | –                            | –                     | –                            | –                       | Turbolader            | Turbolader                   | Turbolader               |
| Kühlung                                     | Wasserkühlung         | Wasserkühlung                | Wasserkühlung         | Wasserkühlung                | Wasserkühlung           | Wasserkühlung         | Wasserkühlung                | Wasserkühlung            |
| Motorkennung                                | K4J 714/750           | K4M 700/701/704/708          | F4P 720/722           | F4R 740/741/744              | F8Q                     | F9Q 744               | F9Q 731/734/736              | F9Q 732/733/740          |
| Bohrung × Hub                               | 79,5 mm × 70,0 mm     | 79,5 mm × 80,5 mm            | 82,7 mm × 83,0 mm     | 82,7 mm × 93,0 mm            | 80,0 mm × 93,0 mm       | 80,0 mm × 93,0 mm     | 80,0 mm × 93,0 mm            | 80,0 mm × 93,0 mm        |
| Hubraum                                     | 1390 cm³              | 1598 cm³                     | 1783 cm³              | 1998 cm³                     | 1870 cm³                | 1870 cm³              | 1870 cm³                     | 1870 cm³                 |
| Verdichtungsverhältnis                      | 10,0:1                | 10,0:1                       | 9,8:1                 | 9,8:1                        | 21,5:1                  | 18,3:1                | 18,3:1                       | 19,0:1                   |
| max. Leistung bei min−1                     | 70 kW (95 PS) /6000   | 79 kW (107 PS) /5750         | 85 kW (116 PS) /5750  | 102 kW (139 PS) /5500        | 47 kW (64 PS) /4500     | 59 kW (80 PS) /4000   | 72 kW (98 PS) /4000          | 75 kW (102 PS) /4000     |
| max. Drehmoment bei min−1                   | 127 Nm /3750          | 148 Nm /3750                 | 158 Nm /3750          | 188 Nm /3750                 | 120 Nm /2250            | 160 Nm /2000          | 200 Nm /2000                 | 200 Nm /1500             |
| Kraftübertragung                            |                       |                              |                       |                              |                         |                       |                              |                          |
| Antrieb                                     | Vorderradantrieb      | Vorderradantrieb             | Vorderradantrieb      | Vorderradantrieb             | Vorderradantrieb        | Vorderradantrieb      | Vorderradantrieb             | Vorderradantrieb         |
| Getriebe, serienmäßig                       | 5-Gang-Schaltgetriebe | 5-Gang-Schaltgetriebe        | 5-Gang-Schaltgetriebe | 5-Gang-Schaltgetriebe        | 5-Gang-Schaltgetriebe   | 5-Gang-Schaltgetriebe | 5-Gang-Schaltgetriebe        | 5-Gang-Schaltgetriebe    |
| Getriebe, optional                          | –                     | 4-Stufen-Automatik- getriebe | –                     | 4-Stufen-Automatik- getriebe | –                       | –                     | 4-Stufen-Automatik- getriebe | –                        |
| Messwerte                                   |                       |                              |                       |                              |                         |                       |                              |                          |
| Höchstgeschwindigkeit                       | 173 km/h              | 185 km/h (180 km/h)          | 189 km/h              | 196 km/h                     | 152 km/h                | 162 km/h              | 174 km/h (173 km/h)          | 173 km/h                 |
| Beschleunigung, 0–100 km/h                  | 12,9 s                | 11,2 s (13,8 s)              | 10,3 s                | 10,2 s (10,6 s)              | 18,9 s                  | 15,7 s                | 12,7 s (14,4 s)              | 12,8 s                   |
| Kraftstoffverbrauch auf 100 km (kombiniert) | 7,1 l S               | 7,3 l S (7,5 l S)            | 7,8 l S               | 8,0 l S (8,5 l S)            | 5,6 l D                 | 4,8 l D               | 4,9 l D (5,1 l D)            | 4,9 l D                  |
| CO2-Emission (kombiniert)                   | 168 g/km              | 173 g/km (181 g/km)          | 186 g/km              | 190 g/km (202 g/km)          | 184 g/km                | 151 g/km              | 157 g/km (170 g/km)          | 157 g/km                 |

1. ↑  Werte in runden Klammern („( )“) für Automatikgetriebe.

- Die Verfügbarkeit der Motoren war von Modell, Ausstattung und Markt abhängig.

## Scénic (Typ JM, 2003–2009)
| Sterne im Euro-NCAP-Crashtest (2003) |

### Phase I
Der Renault Scénic der zweiten Generation wurde im Juni 2003 eingeführt. Im Vergleich zum Vorgänger war vor allem die Heckpartie geändert und an das Design des zweiten Renault Mégane angelehnt worden. Ausstattungsdetails und Technik wurden in großer Zahl ebenfalls vom Mégane übernommen, der ein halbes Jahr zuvor auf den Markt gekommen war. Neu war eine elektronische Parkbremse, die vom Renault Espace und Renault Laguna stammte und von Küster Automotive Control Systems GmbH entwickelt worden war.
Im April 2004 kam der um 23 cm längere Grand Scénic dazu, der optional über sieben Sitze (die hinteren zwei davon im Kofferraum versenkbar) verfügte.
Im Rahmen einer leichten Modellpflege wurden Anfang 2005 Ausstattungsdetails sowie die Farbgebung der Heckleuchten geändert. Der Innenraum erfuhr ebenfalls Detailveränderungen. Die Kopfstützen auf den Rücksitzen waren mit einer neuen Technik versehen: Die Kopfstützen ließen sich aufklappen, dahinter befanden sich zwei seitlich gepolsterte Stützen. Diese dienten zum einen als Kopf- und Nackenstütze, darüber hinaus als Schutz vor einem zu schnellen Vor- und Zurückschnellen des Kopfes bei einer Kollision (Schleudertrauma). Diese Kopfstützen waren optional erhältlich und waren aufpreispflichtig.
Ausstattungsvarianten
- Authentique
- Emotion
- Expression
- Dynamique
- Privilège
- Avantage (Sondermodell)
- Exception (zunächst Sondermodell, danach in Serie übernommen)
- Sky (Sondermodell)

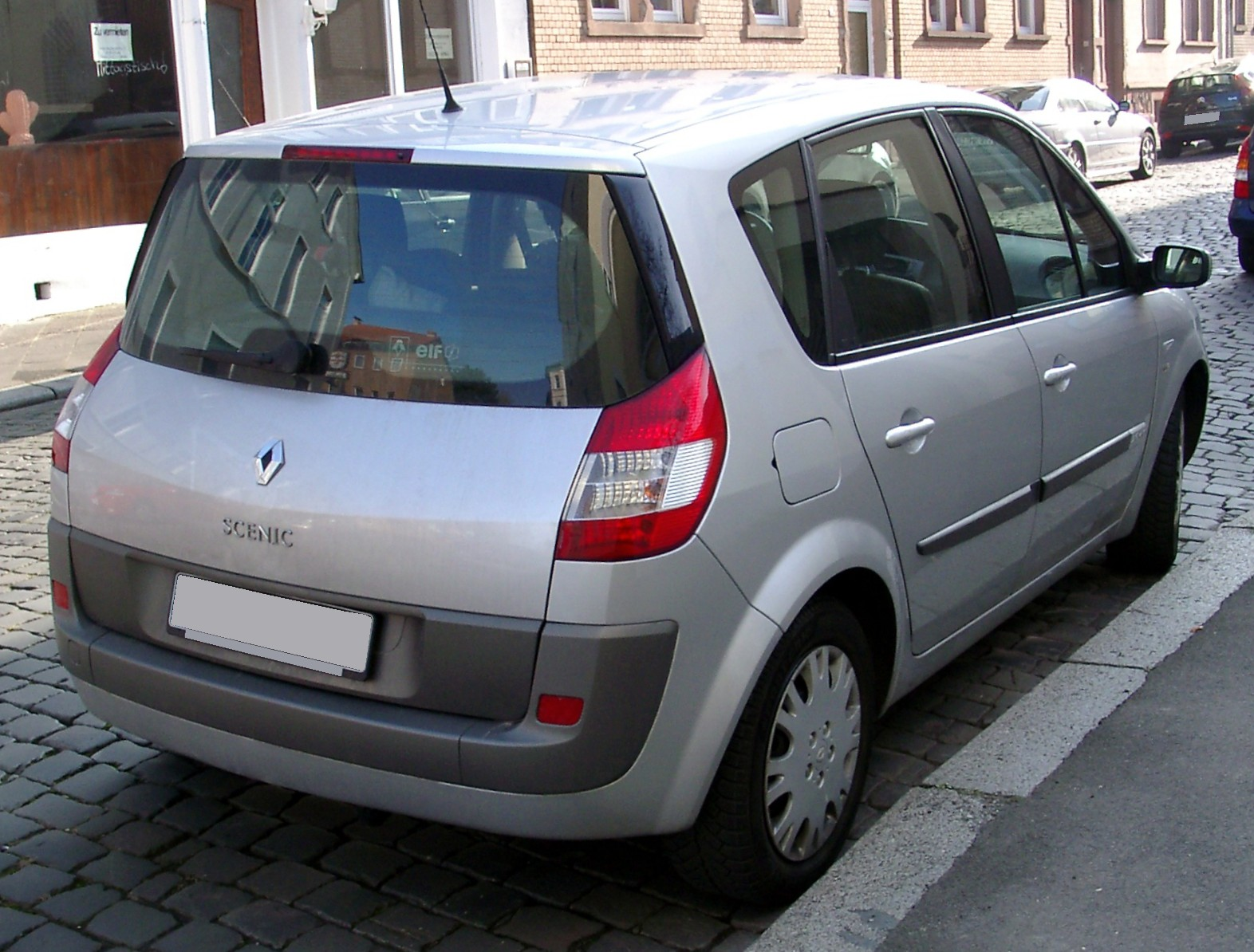
Heckansicht
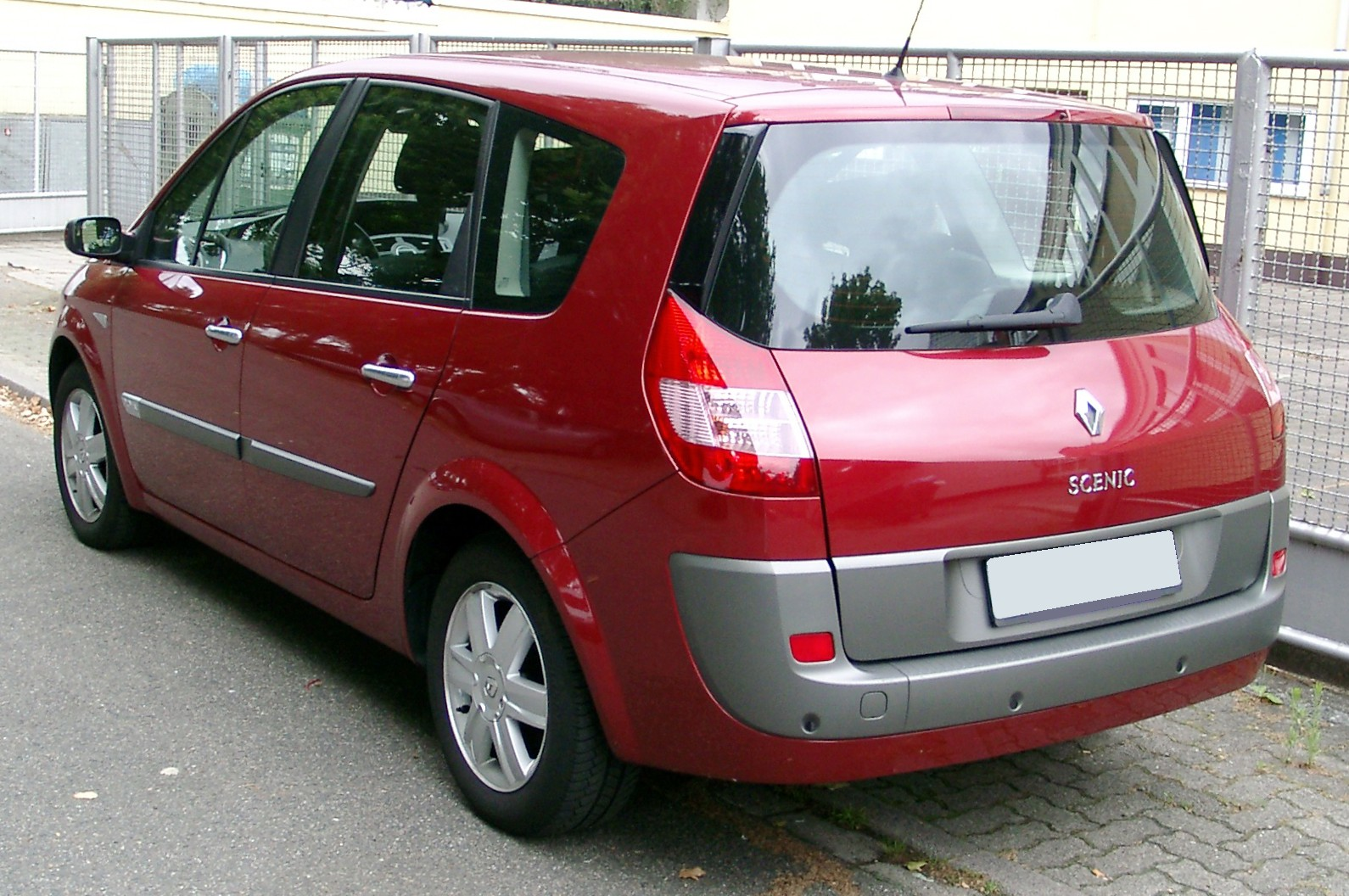
Renault Grand Scénic (2004–2006)

### Phase II
Im September 2006 wurden Scénic bzw. Grand Scénic modifiziert (Phase II). Im Wesentlichen wurden die Kühleröffnungen erweitert, die Außenspiegel sind nun bei jedem Modell in Wagenfarbe lackiert und die Rücklichter sind jetzt auch in LED-Ausführung zu haben.
Das Navigationssystem wurde verbessert (Carminat 3, z. T. auch Carminat 2 Bluetooth). Die Abmessungen haben sich zur ersten Generation nicht verändert, als Ausstattungsvarianten kamen Extreme und Prèstige dazu. Die Dieselmotoren sind teilweise mit Partikelfilter lieferbar (FAP).

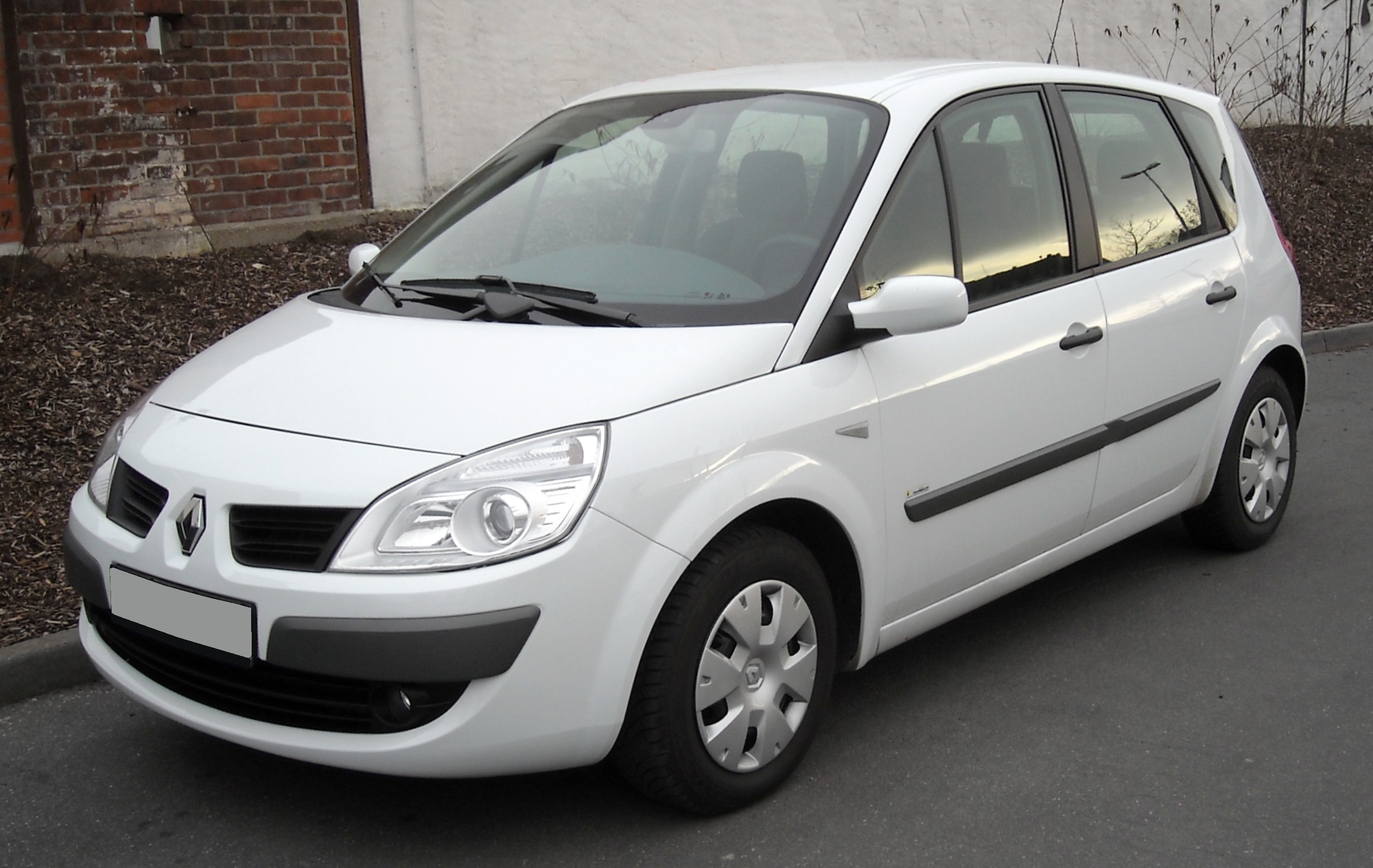
Renault Scénic (2006–2009)
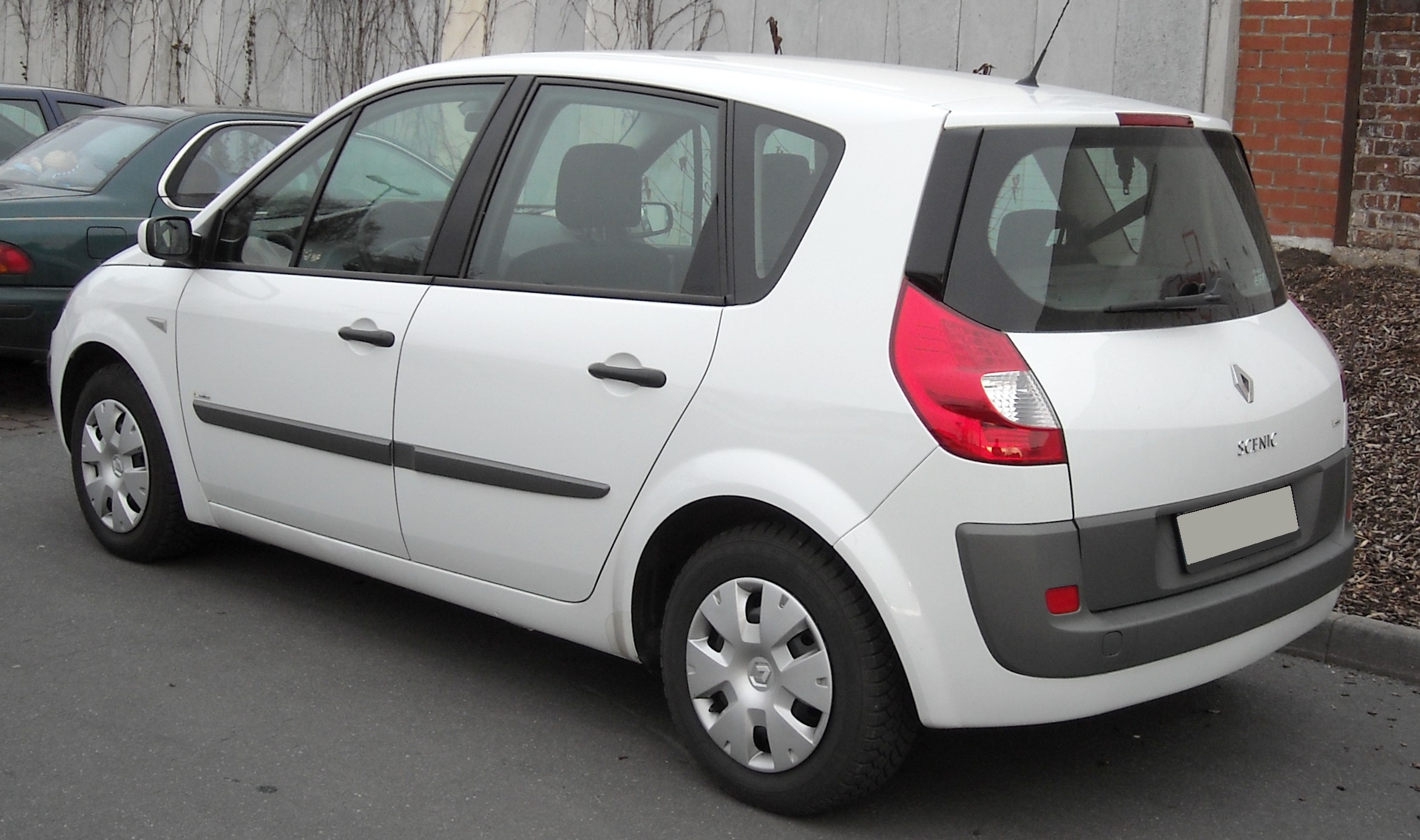
Heckansicht
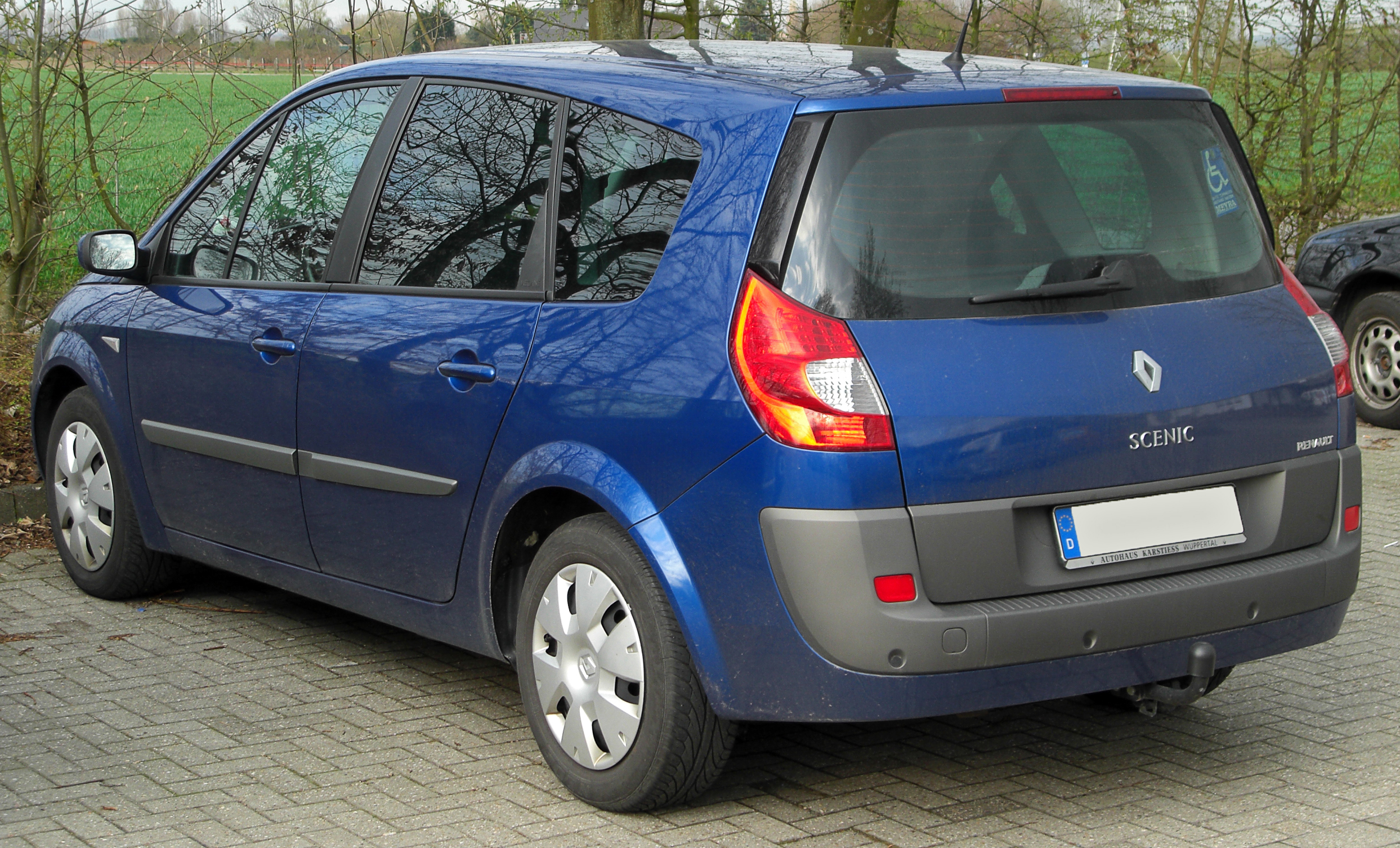
Renault Grand Scénic (2006–2009)

#### Motoren
| Modell           | Getriebe                                         | Hubraum  | Leistung      | Drehmoment          | Bauzeit         |
| ---------------- | ------------------------------------------------ | -------- | ------------- | ------------------- | --------------- |
| Ottomotoren      |                                                  |          |               |                     |                 |
| 1.4 16V          | 5-Gang Schaltgetriebe                            | 1390 cm³ | 72 kW/98 PS   | 127 Nm bei 3750/min | 2003–2008       |
| 1.6 16V          | 5-Gang Schaltung (ab Facelift 111ps 6-Gang)      | 1598 cm³ | 82 kW/112 PS  | 152 Nm bei 4200/min | 11/2005–04/2009 |
| 1.6 16V (Autom.) | 4-Gang Wandler Automatik                         | 1598 cm³ | 83 kW/113 PS  | 152 Nm bei 4250/min | 06/2003–11/2005 |
| 2.0 16V (Autom.) | 4-Gang Wandler Automatik                         | 1998 cm³ | 99 kW/135 PS  | 191 Nm bei 3750/min | 2003–12/2008    |
| 2.0T 16V         | 6-Gang Schaltgetriebe                            | 1998 cm³ | 120 kW/163 PS | 270 Nm bei 3250/min | 2004–2006       |
| Dieselmotoren    |                                                  |          |               |                     |                 |
| 1.5 dCi          |                                                  | 1461 cm³ | 60 kW/82 PS   | 185 Nm bei 2000/min | 2003–2005       |
| 1.5 dCi          |                                                  | 1461 cm³ | 63 kW/86 PS   | 200 Nm bei 1900/min | 2005–2006       |
| 1.5 dCi          |                                                  | 1461 cm³ | 74 kW/101 PS  | 200 Nm bei 1900/min | 2004–06/2005    |
| 1.5 dCi FAP      |                                                  | 1461 cm³ | 76 kW/103 PS  | 240 Nm bei 2000/min | 2007–04/2009    |
| 1.5 dCi          |                                                  | 1461 cm³ | 78 kW/106 PS  | 240 Nm bei 2000/min | 06/2005–2006    |
| 1.9 dCi FAP      |                                                  | 1870 cm³ | 81 kW/110 PS  | 300 Nm bei 2000/min | 2005–2006       |
| 1.9 dCi          |                                                  | 1870 cm³ | 88 kW/120 PS  | 300 Nm bei 2000/min | 06/2003–06/2005 |
| 1.9 dCi FAP      |                                                  | 1870 cm³ | 96 kW/130 PS  | 300 Nm bei 2000/min | 2006–04/2009    |
| 2.0 dCi (FAP)    | 6-Gang Schaltgetriebe / 6-Gang Wandler Automatik | 1995 cm³ | 110 kW/150 PS | 340 Nm bei 2000/min | 2007–04/2009    |

Rückrufaktion
Am 29. Juni 2010 wurde seitens Renault bekanntgegeben, dass 695.000 Fahrzeuge im Produktionszeitraum Juni 2003 bis Juni 2005 aufgrund eines möglichen Schadens an der elektrischen Feststellbremse in die Vertragswerkstätten zur Überprüfung gerufen werden. Dies ist nötig, da sich die elektronisch betätigte Feststellbremse während der Fahrt selbstständig auslösen könnte, was im Ernstfall zu einem Blockieren der Hinterräder und Ausbrechen des Fahrzeuges führen könnte. In den Werkstätten wird das für die Parkbremse zuständige Steuergerät geprüft und gegebenenfalls die Parkbremse neu programmiert.

## Scénic (Typ JZ, 2009–2016)
| Sterne im Euro-NCAP-Crashtest (2009) |

Die dritte Auflage des Renault Scénic wurde im April 2009 eingeführt.
Wie bei der vorigen Generation gibt es zwei Karosserievarianten (Scénic und Grand Scénic), die sich allerdings deutlicher unterscheiden. Das Design wurde an den Renault Mégane III angepasst. Im Innenraum sind die Schalter, Klimaanlage, Lenkrad etc. mit dem Megane III identisch. Wie beim kleinen Bruder können die Lampen vorne nun selbst gewechselt werden.
Ab der Linie „Dynamique“ sind optional Bi-Xenonscheinwerfer lieferbar. Das Paket beinhaltet dann auch Tagfahrlicht in Form von zwei 21-W-Lampen im Hauptscheinwerfer.
Ende 2010 wurde bei Renault zum ersten Mal ein 6-Gang-Doppelkupplungsgetriebe gegen Aufpreis für den 110 PS starken 1,5 dCi eingeführt.
Ausstattungsvarianten
- Authentique (in Österreich)
- Expression
- Dynamique
- Luxe (in Deutschland)
- Privilège (in Österreich und in der Schweiz)

Expression (bzw. Authentique) ist die Grund- und Luxe (bzw. Privilège) die höchste Ausstattung. Neu sind unter anderem eine TFT-Instrumententafel, ein Carminat 3 oder TomTom Navigationssystem (serienmäßig in der Version Luxe, in Österreich und in der Schweiz als Paket erhältlich), sowie eine optionale Rückfahrkamera (nur in Verbindung mit Navigationssystem Carminat TomTom oder Carminat 3).
Sondermodell Bose Edition
Seit Mitte März 2011 gibt es das Sondermodell Bose Edition. Auf Basis der Ausstattungsvariante Dynamique wurde hier zusätzlich eine Bose Surround-Sound-Anlage, ein Navigationssystem, beheizbare Vordersitze, 17-Zoll-Leichtmetallräder und weitere Extras eingebaut.

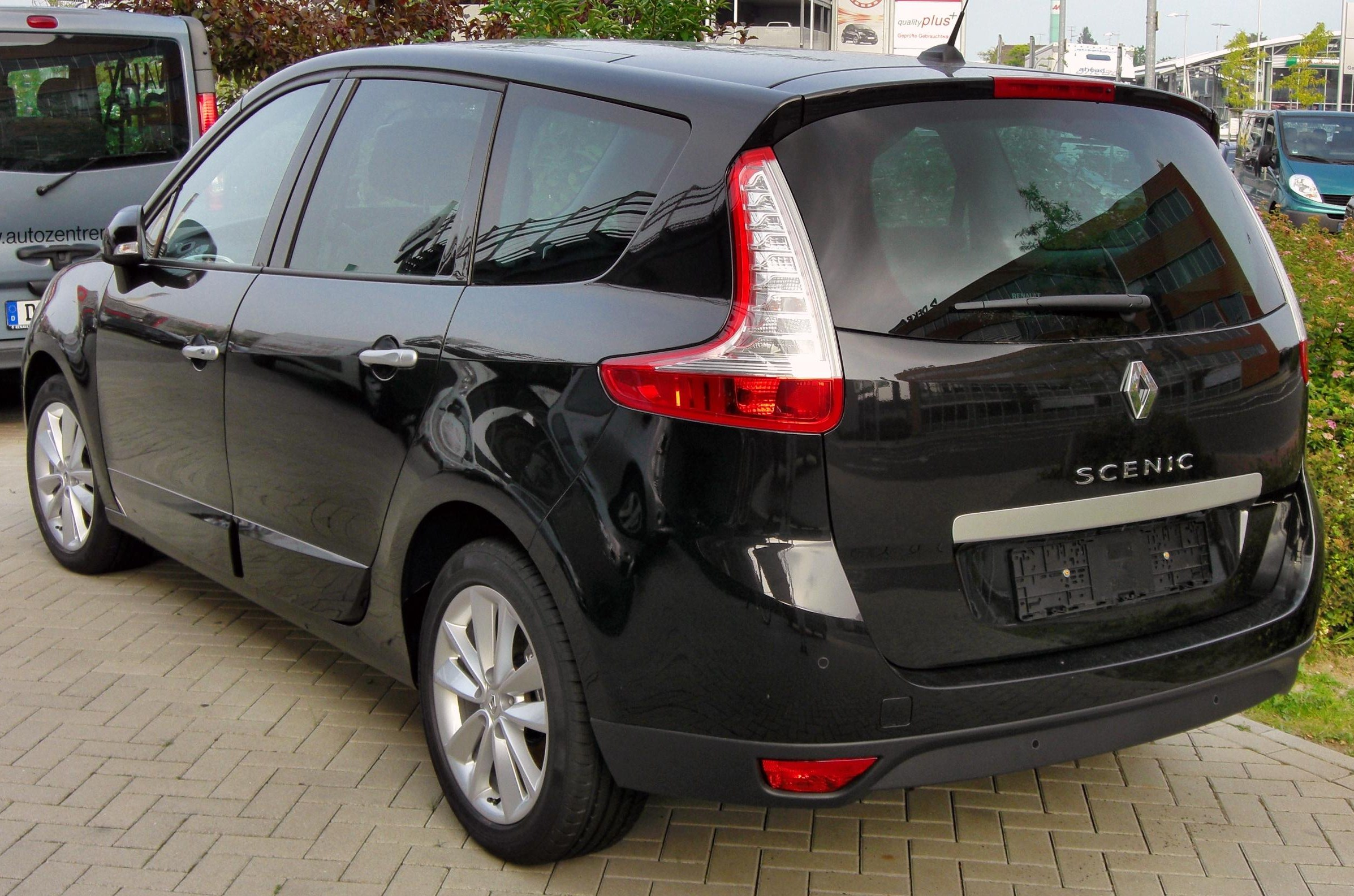
Heckansicht Grand Scenic
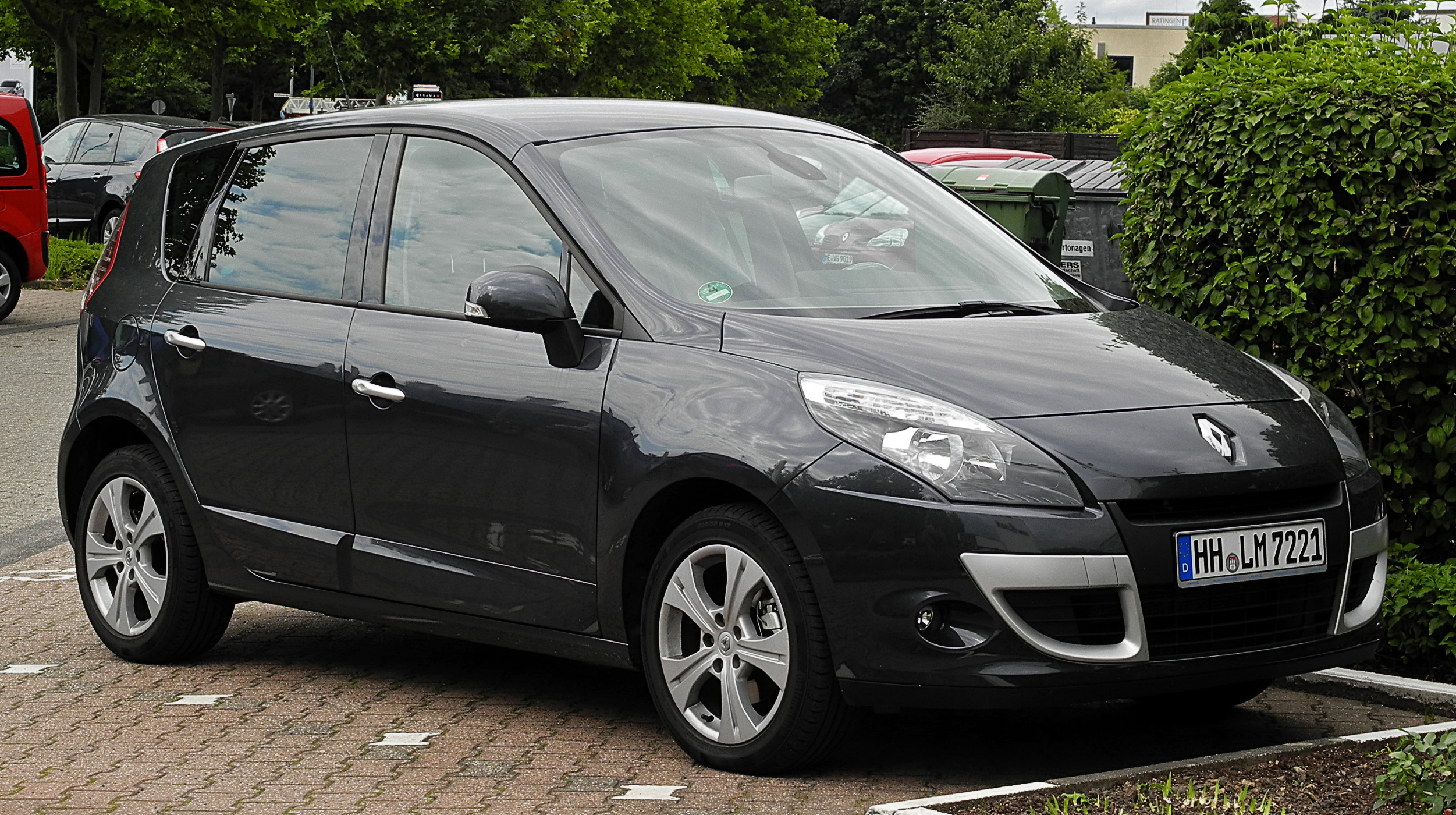
Renault Scénic (2009–2012)
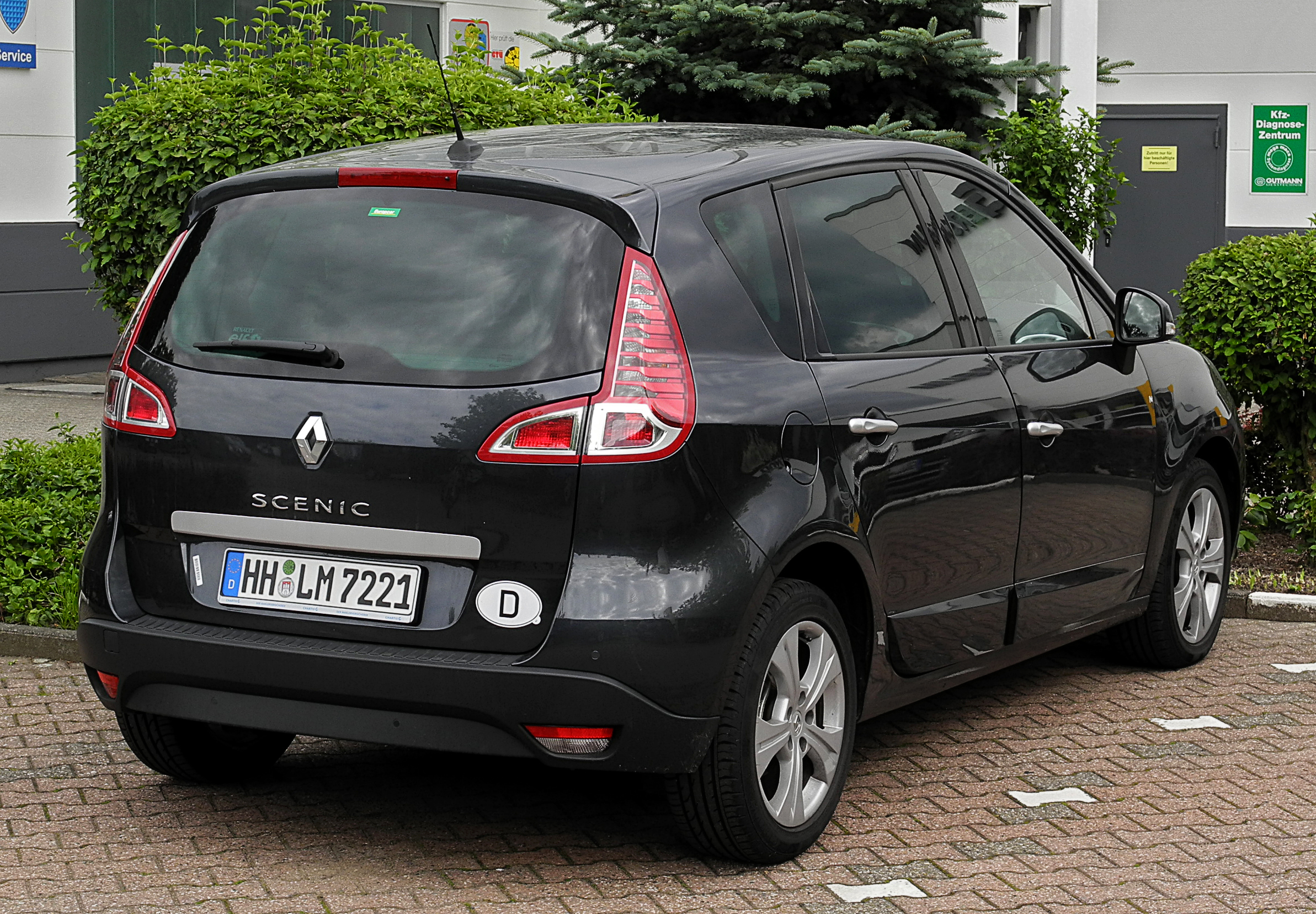
Heckansicht Scenic

### Modellpflegen

#### 2012
Im Januar 2012 wurde ein dezentes Facelift durchgeführt.
Unterstützende Systeme wie der Spurhalte-Assistent oder Fernlicht-Assistent komplettieren die Ausstattung. Außerdem erhalten einige Modelle wieder optional Bi-Xenonscheinwerfer. LED-Tagfahrlicht bei fast allen Ausstattungsvarianten (auch ohne Sonderausstattung Bi-Xenon) serienmäßig.
Als technische Neuheit wird beim Scénic sowie Grand Scénic die Energy-Motorenfamilie Einzug halten. Neben dem 130 PS starken Diesel mit 1,6 Litern Hubraum wird erstmals auch ein 1,2 l-Benzinmotor mit 115 PS zur Verfügung stehen.

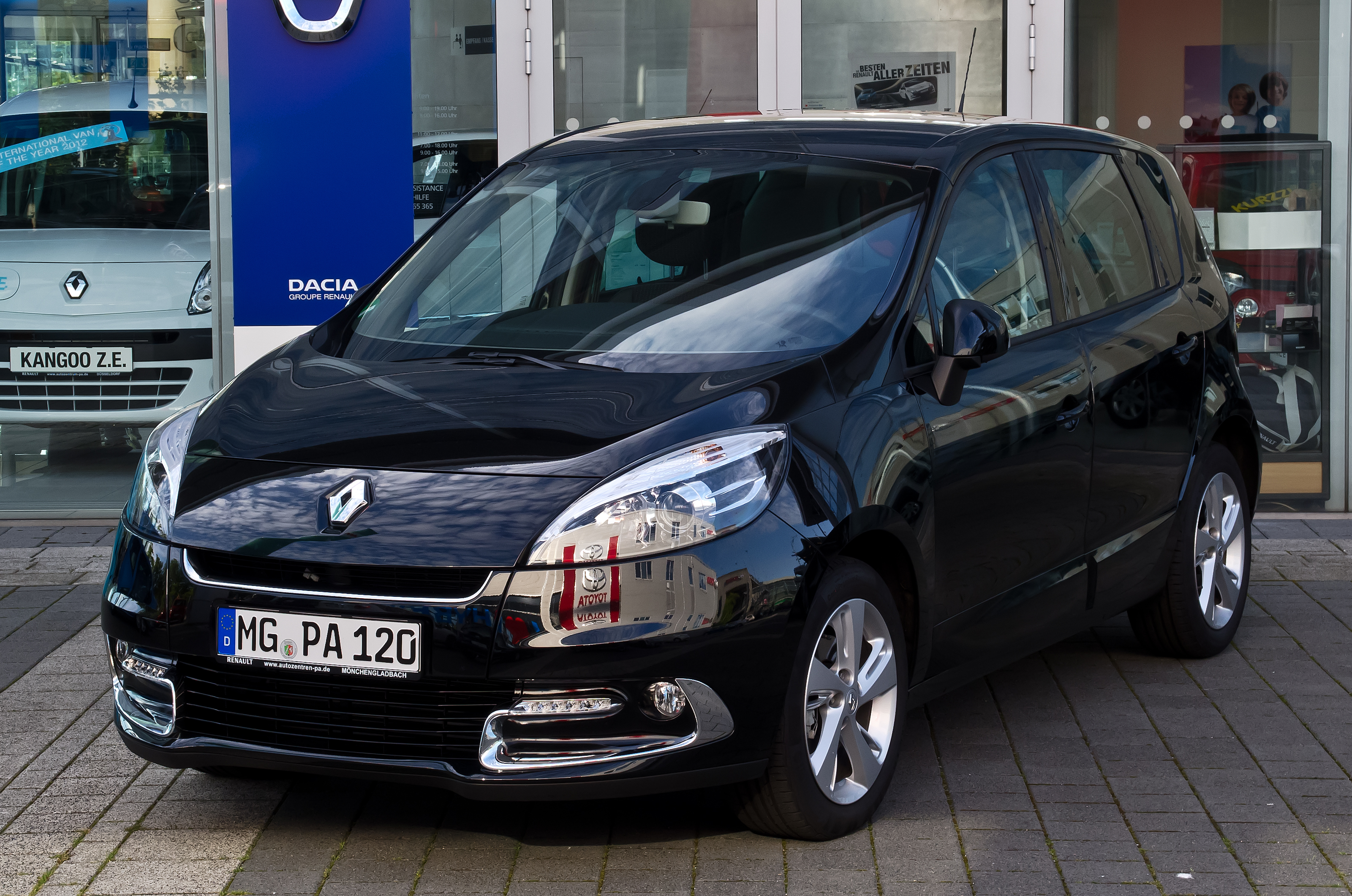
Renault Scénic (2012–2013)
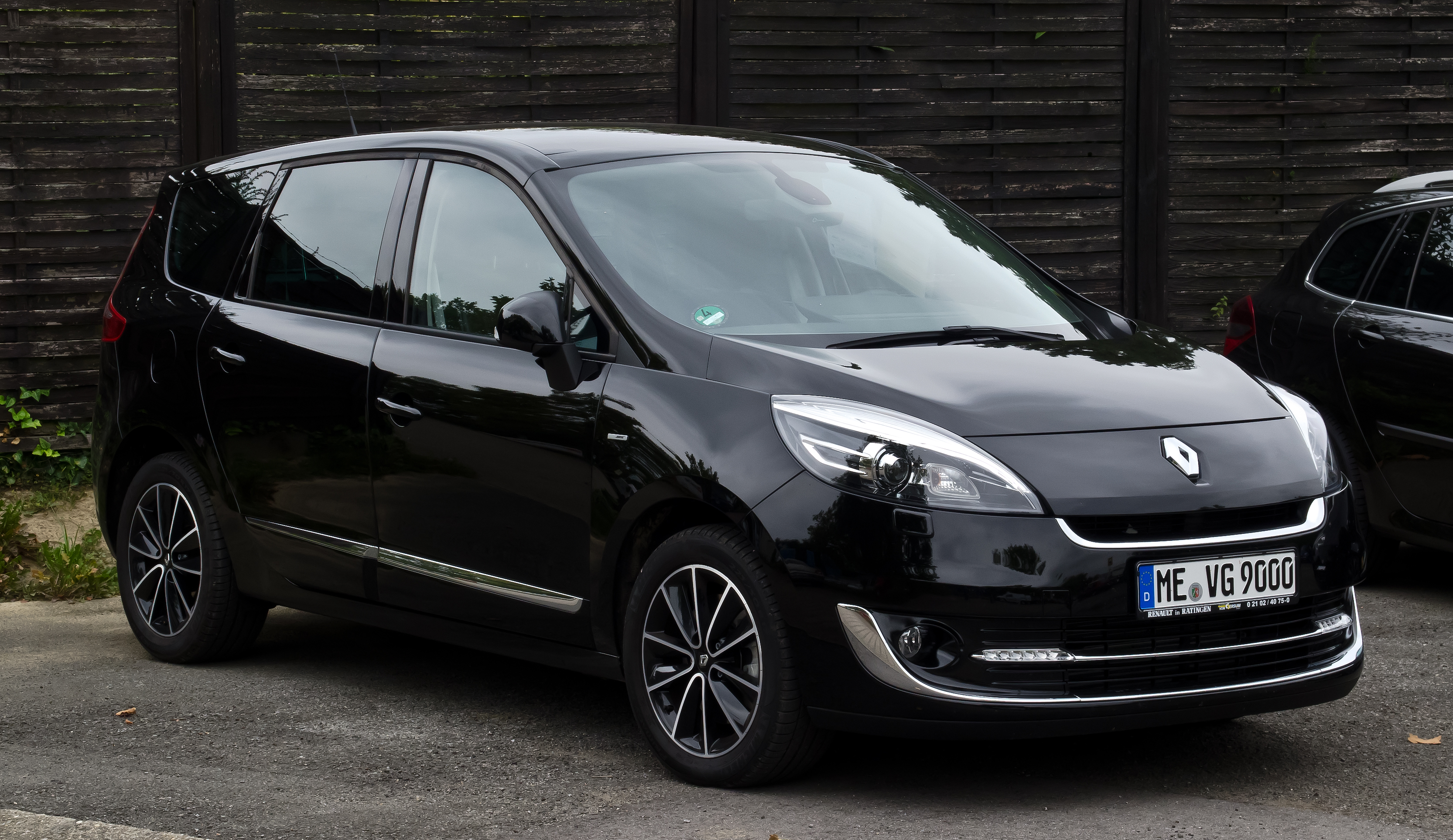
Renault Grand Scénic (2012–2013)
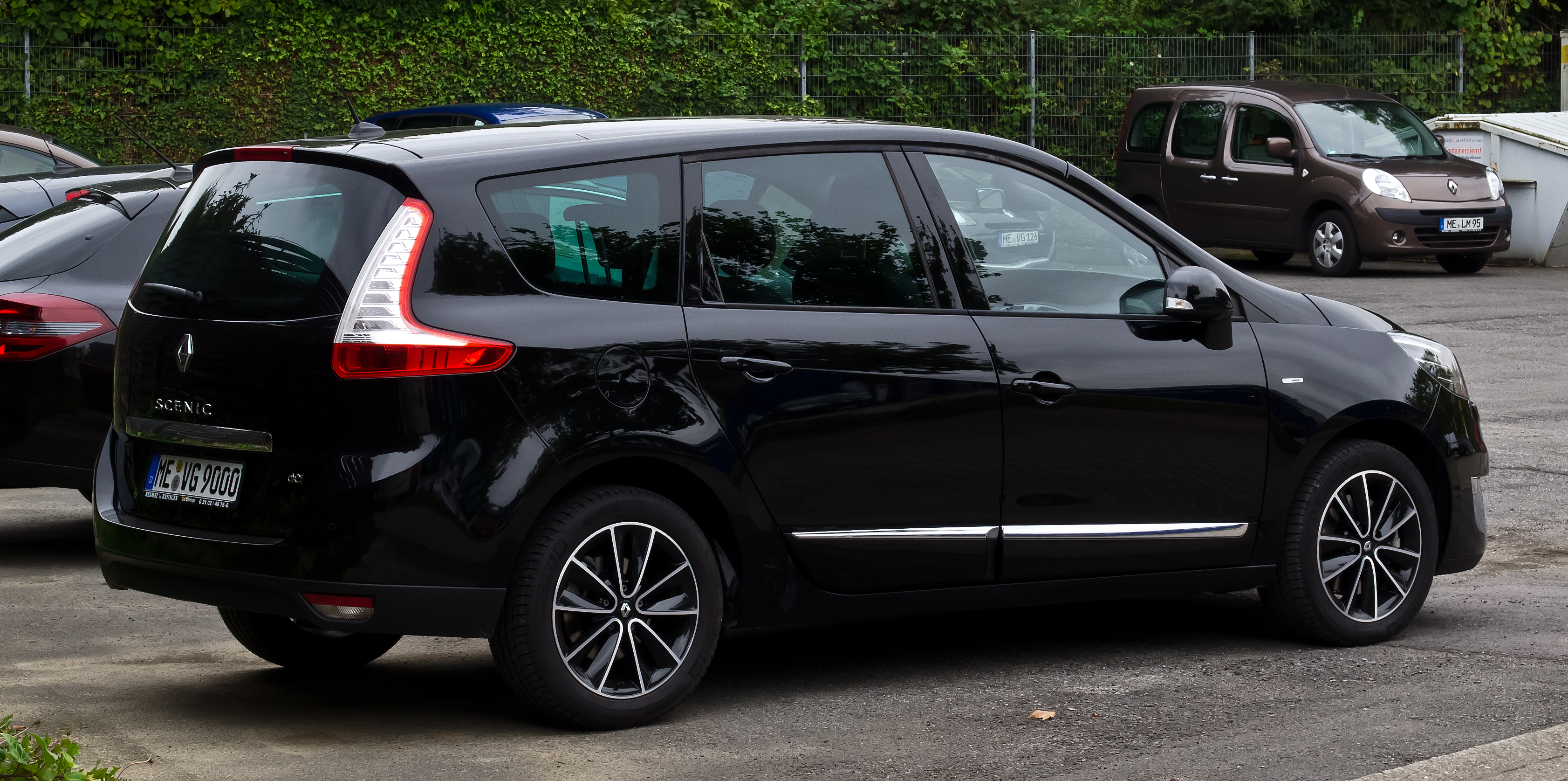
Heckansicht Grand Scenic

#### 2013
Im April 2013 folgt eine weitere Modellpflege, bei der der Kühlergrill neu gestaltet worden ist. Zudem wird ein neuer Dieselmotor angeboten und die neue SUV-artige Ausführung XMOD eingeführt.

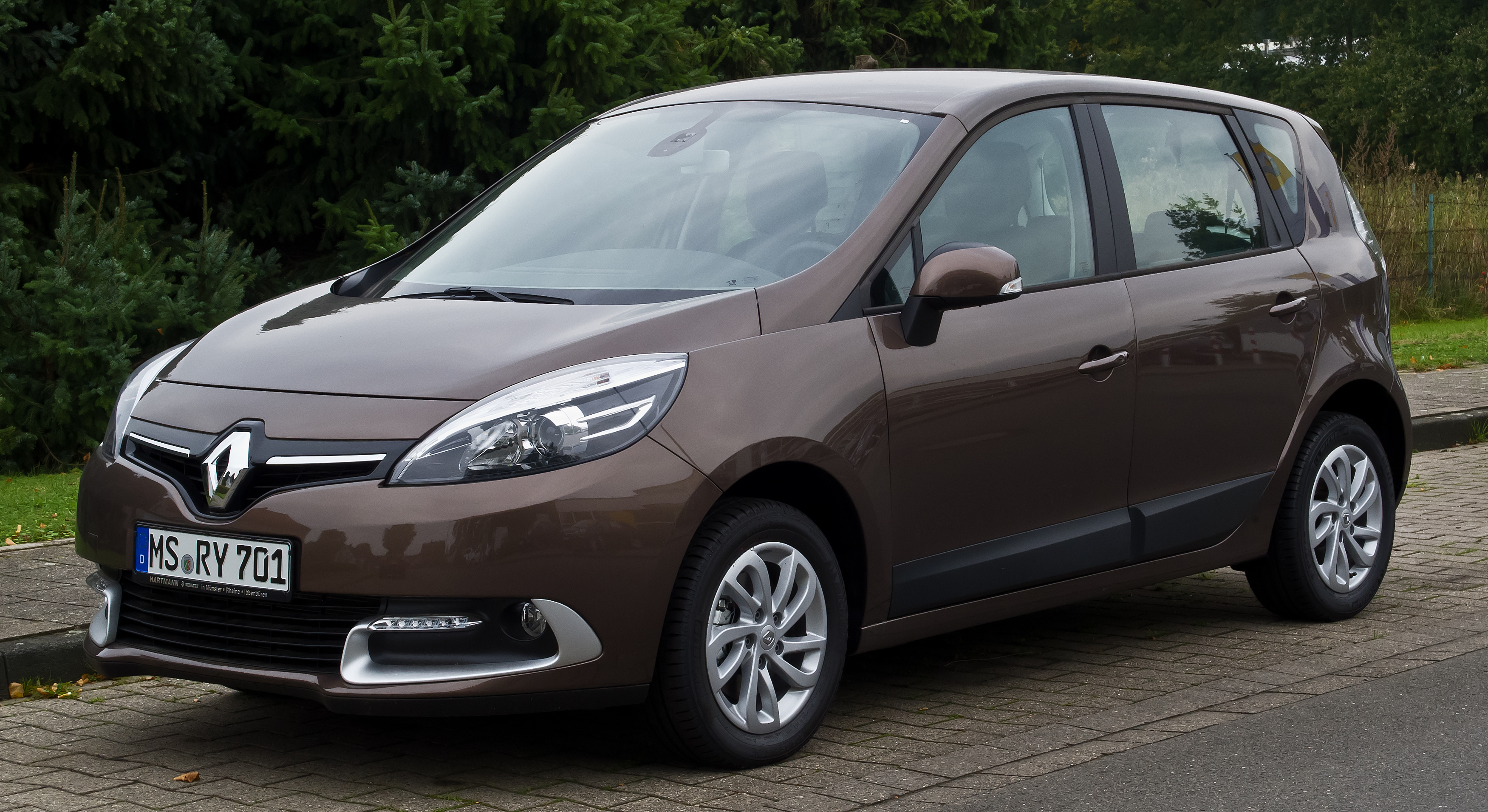
Renault Scénic (2013–2016)
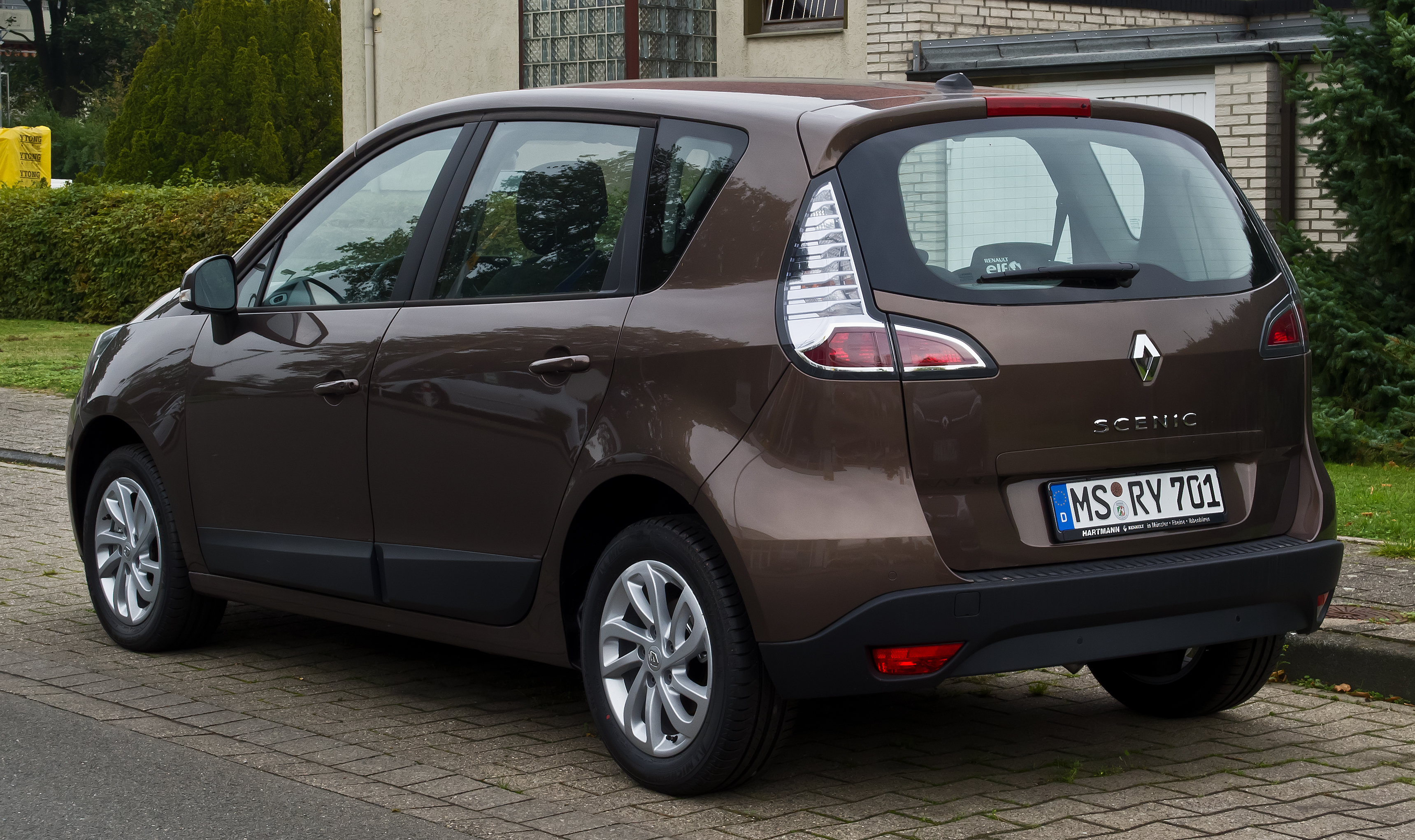
Heckansicht

### Technische Daten
|                                             | 1.2 TCe 115 Energy                           | 1.6 16V 110                                  | 1.4 TCe 130                                  | 2.0 16V 140                                  | 1.5 dCi                  | 1.5 dCi                  | 1.5 dCi Eco                    | 1.6 dCi                  | 1.9 dCi                  | 2.0 dCi                  | 2.0 dCi                      |
| ------------------------------------------- | -------------------------------------------- | -------------------------------------------- | -------------------------------------------- | -------------------------------------------- | ------------------------ | ------------------------ | ------------------------------ | ------------------------ | ------------------------ | ------------------------ | ---------------------------- |
| Bauzeitraum                                 | 03/2012–09/2016                              | 04/2009–04/2015                              | 04/2009–09/2016                              | 04/2009–04/2015                              | 04/2013–04/2015          | 04/2009–09/2016          | 04/2013–09/2016                | 06/2011–09/2016          | 04/2009–12/2011          | 04/2009–04/2015          | 04/2009–04/2015              |
| Motorkenndaten                              |                                              |                                              |                                              |                                              |                          |                          |                                |                          |                          |                          |                              |
| Motortyp                                    | R4-Ottomotor                                 | R4-Ottomotor                                 | R4-Ottomotor                                 | R4-Ottomotor                                 | R4-Dieselmotor           | R4-Dieselmotor           | R4-Dieselmotor                 | R4-Dieselmotor           | R4-Dieselmotor           | R4-Dieselmotor           | R4-Dieselmotor               |
| Anzahl Ventile pro Zylinder                 | 4                                            | 4                                            | 4                                            | 4                                            | 2                        | 2                        | 2                              | 4                        | 2                        | 4                        | 4                            |
| Ventilsteuerung                             | DOHC, Steuerkette (außer 1.6 16v Zahnriemen) | DOHC, Steuerkette (außer 1.6 16v Zahnriemen) | DOHC, Steuerkette (außer 1.6 16v Zahnriemen) | DOHC, Steuerkette (außer 1.6 16v Zahnriemen) | OHC, Zahnriemen          | OHC, Zahnriemen          | OHC, Zahnriemen                | DOHC, Kette              | OHC, Zahnriemen          | DOHC, Kette              | DOHC, Kette                  |
| Gemischaufbereitung                         | Direkt- einspritzung                         | Saugrohreinspritzung                         | Saugrohreinspritzung                         | Saugrohreinspritzung                         | Common-Rail-Einspritzung | Common-Rail-Einspritzung | Common-Rail-Einspritzung       | Common-Rail-Einspritzung | Common-Rail-Einspritzung | Common-Rail-Einspritzung | Common-Rail-Einspritzung     |
| Motoraufladung                              | Turbolader                                   | –                                            | Turbolader                                   | –                                            | Turbolader               | Turbolader               | Turbolader                     | Turbolader               | Turbolader               | Turbolader               | Turbolader                   |
| Kühlung                                     | Wasserkühlung                                | Wasserkühlung                                | Wasserkühlung                                | Wasserkühlung                                | Wasserkühlung            | Wasserkühlung            | Wasserkühlung                  | Wasserkühlung            | Wasserkühlung            | Wasserkühlung            | Wasserkühlung                |
| Motorkennung                                | H5Ft                                         | K4M                                          | H4Jt                                         | M4R                                          | K9K                      | K9K                      | K9K                            | R9M                      | F9Q                      | M9R                      | M9R                          |
| Bohrung × Hub                               | 72,0 mm × 73,1 mm                            | 79,5 mm × 80,5 mm                            | 78,0 mm × 73,1 mm                            | 84,0 mm × 90,1 mm                            | 76,0 mm × 80,5 mm        | 76,0 mm × 80,5 mm        | 76,0 mm × 80,5 mm              | 80,0 mm × 79,5 mm        | 80,0 mm × 93,0 mm        | 84,0 mm × 90,0 mm        | 84,0 mm × 90,0 mm            |
| Hubraum                                     | 1198 cm³                                     | 1598 cm³                                     | 1397 cm³                                     | 1997 cm³                                     | 1461 cm³                 | 1461 cm³                 | 1461 cm³                       | 1598 cm³                 | 1870 cm³                 | 1995 cm³                 | 1995 cm³                     |
| Verdichtungsverhältnis                      | 10,0:1                                       | 9,7:1                                        | 9,1:1                                        | 10,2:1                                       | 17,6:1                   | 15,2:1                   | 15,2:1                         | 15,4:1                   | 17,0:1                   | 15,1:1                   | 15,1:1                       |
| max. Leistung bei min−1                     | 85 kW (115 PS) /4500                         | 81 kW (110 PS) /6000                         | 96 kW (130 PS) /5500                         | 103 kW (140 PS) /6000                        | 63 kW (85 PS) /3750      | 78 kW (106 PS) /4000     | 78 kW (106 PS) /4000           | 96 kW (130 PS) /4000     | 96 kW (130 PS) /3750     | 118 kW (160 PS) /3750    | 110 kW (150 PS) /4000        |
| max. Drehmoment bei min−1                   | 190 Nm /2000                                 | 151 Nm /4250                                 | 190 Nm /2250                                 | 195 Nm /3750                                 | 200 Nm /1750             | 240 Nm /1750             | 260 Nm /1750                   | 320 Nm /1750             | 300 Nm /1750             | 380 Nm /2000             | 360 Nm /2000                 |
| Abgasnorm                                   | Euro 6                                       | Euro 5                                       | Euro 5                                       | Euro 5                                       | Euro 5                   | Euro 5                   | Euro 5                         | Euro 5                   | Euro 5                   | Euro 5                   | Euro 5                       |
| Kraftübertragung                            |                                              |                                              |                                              |                                              |                          |                          |                                |                          |                          |                          |                              |
| Antrieb                                     | Vorderradantrieb                             | Vorderradantrieb                             | Vorderradantrieb                             | Vorderradantrieb                             | Vorderradantrieb         | Vorderradantrieb         | Vorderradantrieb               | Vorderradantrieb         | Vorderradantrieb         | Vorderradantrieb         | Vorderradantrieb             |
| Getriebe, serienmäßig                       | 6-Gang-Schaltgetriebe                        | 6-Gang-Schaltgetriebe                        | 6-Gang-Schaltgetriebe                        | Stufenloses Getriebe                         | 6-Gang-Schaltgetriebe    | 6-Gang-Schaltgetriebe    | 6-Gang-Schaltgetriebe          | 6-Gang-Schaltgetriebe    | 6-Gang-Schaltgetriebe    | 6-Gang-Schaltgetriebe    | 6-Stufen-Automatik- getriebe |
| Getriebe, optional                          | –                                            | –                                            | –                                            | –                                            | –                        | –                        | 6-Gang-Doppelkupplungsgetriebe | –                        | –                        | –                        | –                            |
| Messwerte                                   |                                              |                                              |                                              |                                              |                          |                          |                                |                          |                          |                          |                              |
| Höchstgeschwindigkeit                       | 180 km/h                                     | 185 km/h                                     | 190 km/h                                     | 190 km/h                                     | 165 km/h                 | 180 km/h                 | 180 km/h                       | 195 km/h                 | 195 km/h                 | 205 km/h                 | 200 km/h                     |
| Beschleunigung, 0–100 km/h                  | 11,7 s [11,9 s]                              | 11,7 s [12,0 s]                              | 10,5 s [10,7 s]                              | 10,6 s [10,8 s]                              | 16,4 s                   | 12,3 s [12,4 s]          | 12,5 s (13,4 s)                | 10,3 s [10,5 s]          | 10,6 s [10,9 s]          | 9,1 s [9,3 s]            | 9,7 s [10,0 s]               |
| Kraftstoffverbrauch auf 100 km (kombiniert) | 5,9 l S [6,1 l S]                            | 7,4 l S [7,7 l S]                            | 7,3 l S                                      | 8,1 l S                                      | 5,6 l D                  | 5,8 l D                  | 4,5 l D (5,4 l D)              | 5,1 l D [5,2 l D]        | 5,5 l D                  | 5,6 l D                  | 5,9 l D                      |
| CO2-Emission (kombiniert)                   | 135 g/km [140 g/km]                          | 174 g/km [178 g/km]                          | 168 g/km                                     | 186 g/km                                     | 130 g/km                 | 128 g/km                 | 105 g/km (124 g/km)            | 114 g/km [117 g/km]      | 145 g/km                 | 173 g/km                 | 184 g/km                     |

1. ↑  Auch als E85-Version erhältlich. Daten wie der Benzinversion.
2. ↑  Werte in runden Klammern („( )“) für Doppelkupplungsgetriebe und in eckigen Klammern „[ ]“ für Grand Scénic.

- Die Verfügbarkeit der Motoren ist von Modell, Ausstattung und Markt abhängig.

## Scénic (2016–2023)
| Sterne im Euro-NCAP-Crashtest (2016) | 5 Sterne im Euro-NCAP-Crashtest |

Auf dem Genfer Auto-Salon 2016 präsentierte Renault die vierte Generation des Scénic. Im Oktober 2016 wurde auf der Mondial de l’Automobile in Paris der Grand Scénic der Öffentlichkeit vorgestellt. Der Scénic stand ab dem 15. November 2016 bei den Händlern, die Langversion folgte im Dezember 2016. Im Mai 2022 gab Renault bekannt, die Produktion des Scénic ersatzlos eingestellt zu haben. Der Grand Scénic blieb zunächst weiter im Angebot.
Der Scénic wurde serienmäßig mit nur 195 mm breiten, aber 20 Zoll großen Rädern sowie Zweifarben-Lackierung angeboten. Außerdem waren Licht- und Regensensor, die Keycard Handsfree, 2-Zonen-Klimaautomatik und der Fernlichtassistent serienmäßig enthalten. Zudem waren optional Voll-LED-Scheinwerfer und ein Panoramadach erhältlich.
Zum Marktstart bestand die Wahl zwischen zwei 1,2-Liter-Ottomotoren mit 85 kW (115 PS) und 97 kW (132 PS) und drei Dieselmotoren mit einer Leistung zwischen 81 kW (110 PS) und 118 kW (160 PS). Der kombinierte Kraftstoffverbrauch auf 100 km liegt zwischen 3,6 und 5,8 Litern.
Ab März 2017 gab es eine Mildhybrid-Dieselvariante des Scénic und Grand Scénic (dCi 110 Hybrid Assist) mit einem 48-Volt-Teilbordnetz. Damit war der Scénic das erste Serienfahrzeug mit einem 48-V-Mildhybridantrieb. Anstelle der Lichtmaschine wird ein riemengetriebener Startergenerator von Continental mit einer Dauerleistung von 6 kW (temporär 10 kW) eingesetzt. Der kühlmittelgekühlte 48-V-Startergenerator kann einen großen Teil der Bremsenergie in Strom wandeln. In Beschleunigungsphasen kann der Startergenerator die rekuperierte und in einer Lithium-Ionen-Batterie mit 0,5 kWh Energieinhalt zwischengespeicherte Energie wieder abrufen, um den Verbrennungsmotor zu unterstützen. Insgesamt sinkt der Kraftstoffverbrauch des Scénic so auf 3,6 Liter Diesel pro 100 Kilometer nach NEFZ.
Im Oktober 2020 erhielt der Scénic ein Facelift, bei dem vor allem die Front leicht verändert wurde.

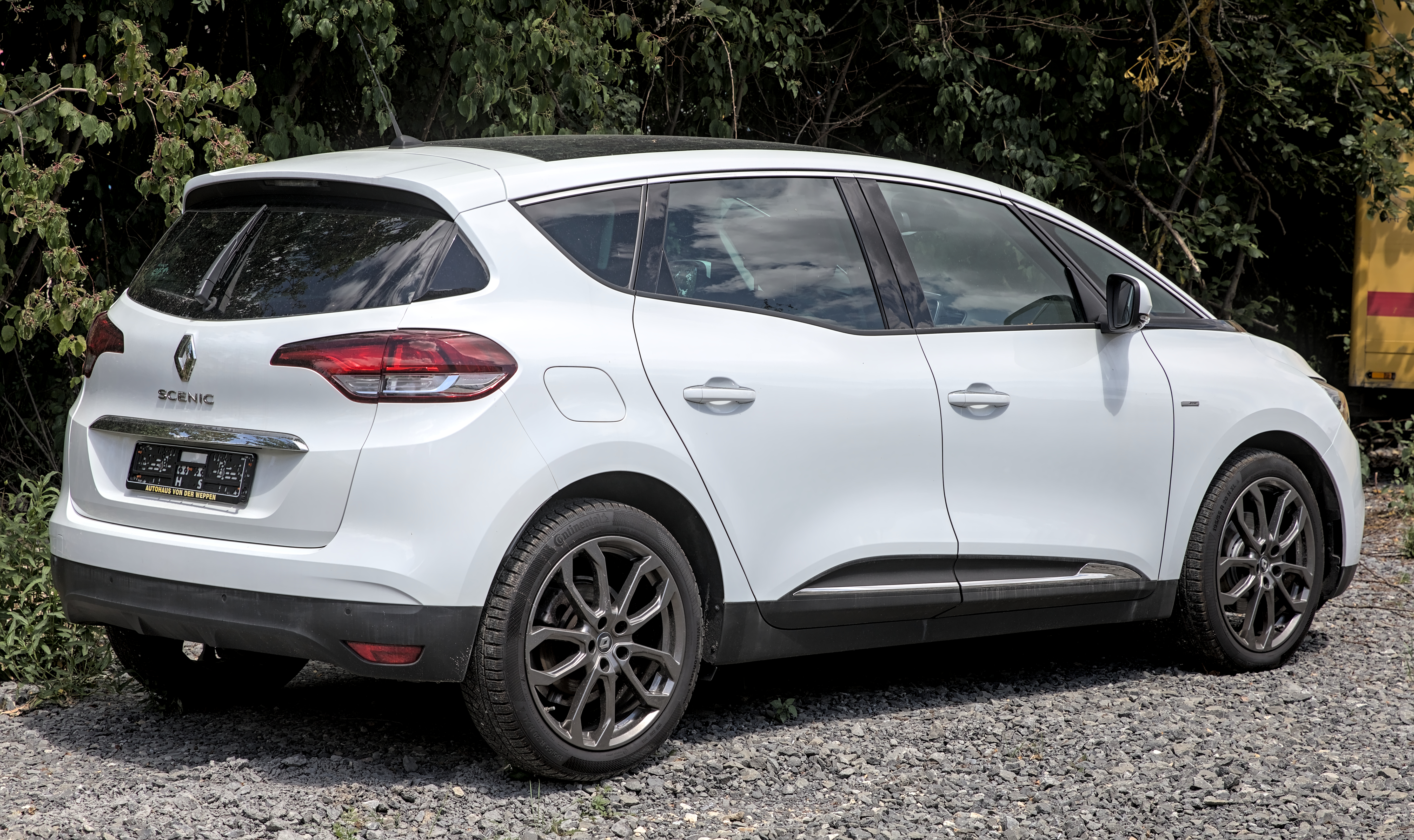
Heckansicht
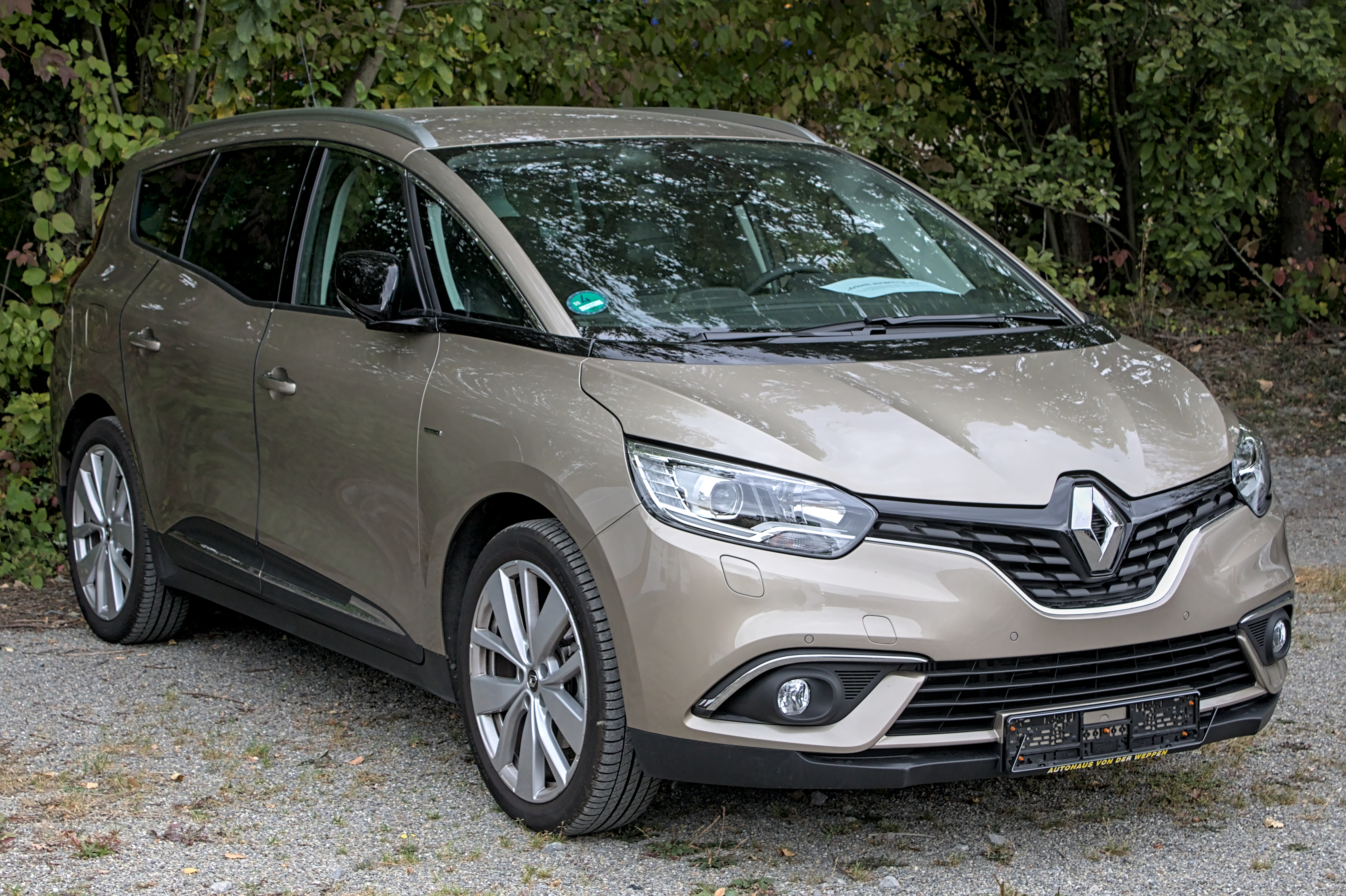
Renault Grand Scénic (2016–2020)
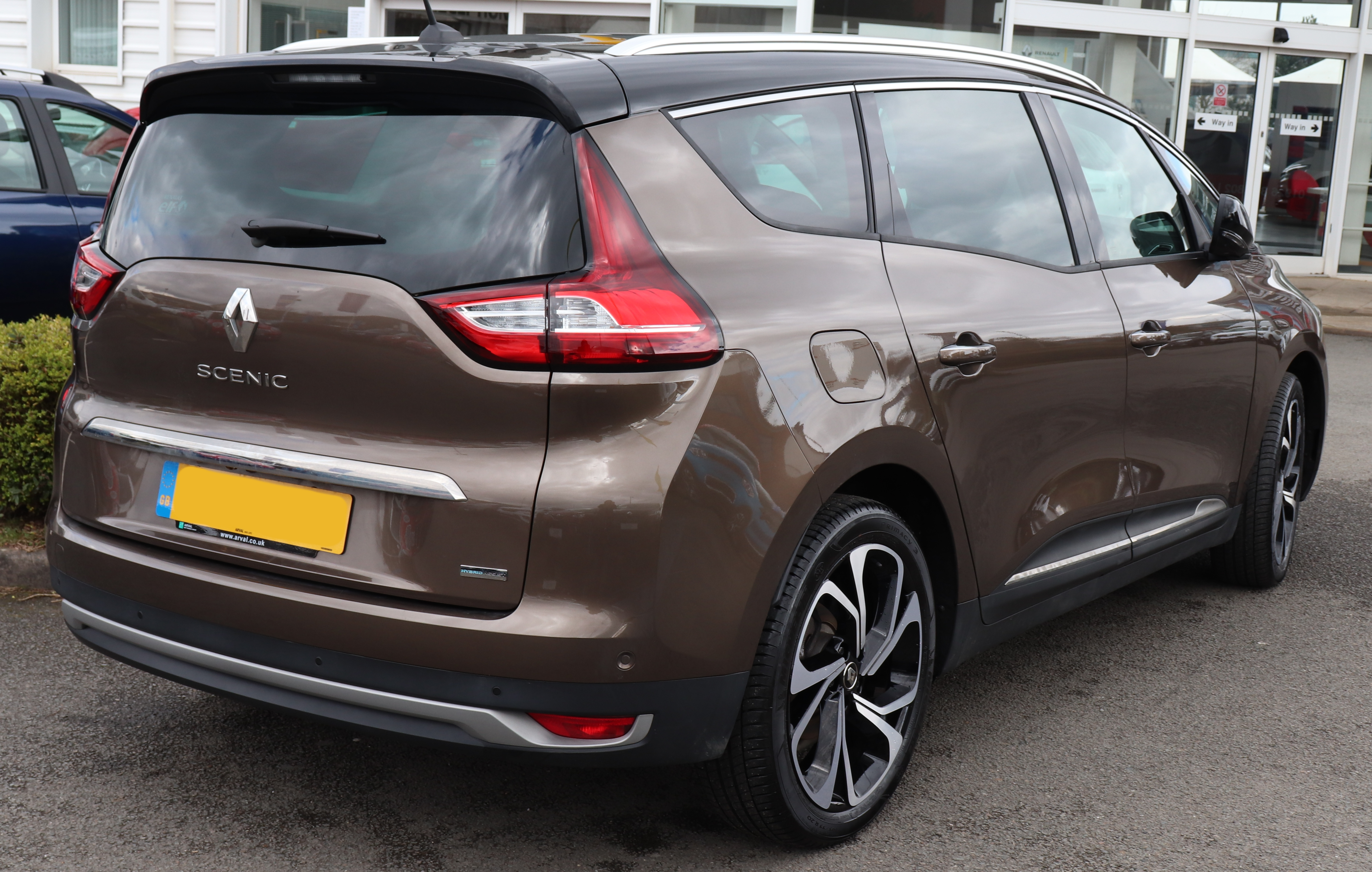
Heckansicht
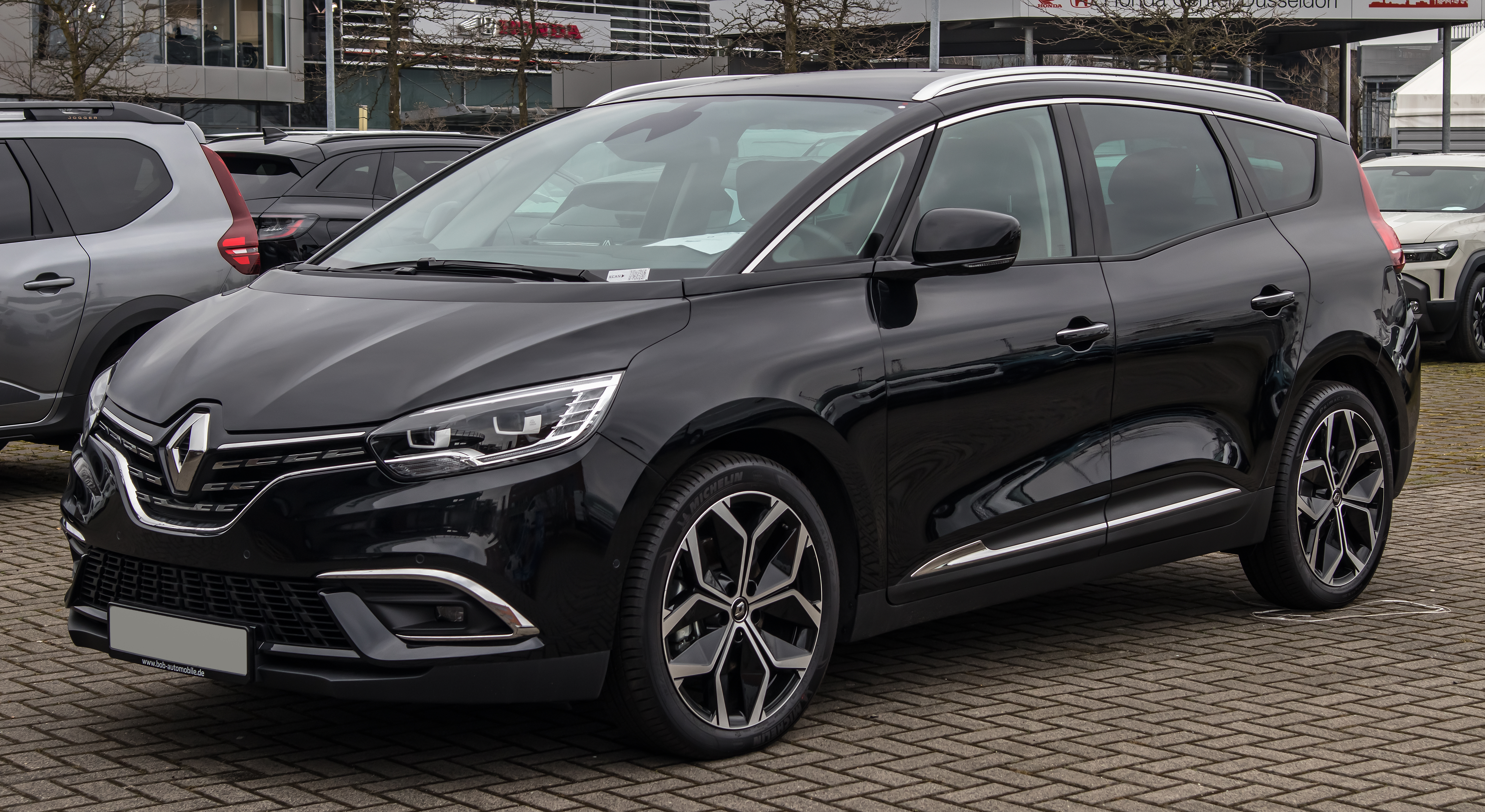
Renault Grand Scénic (2020–2023)
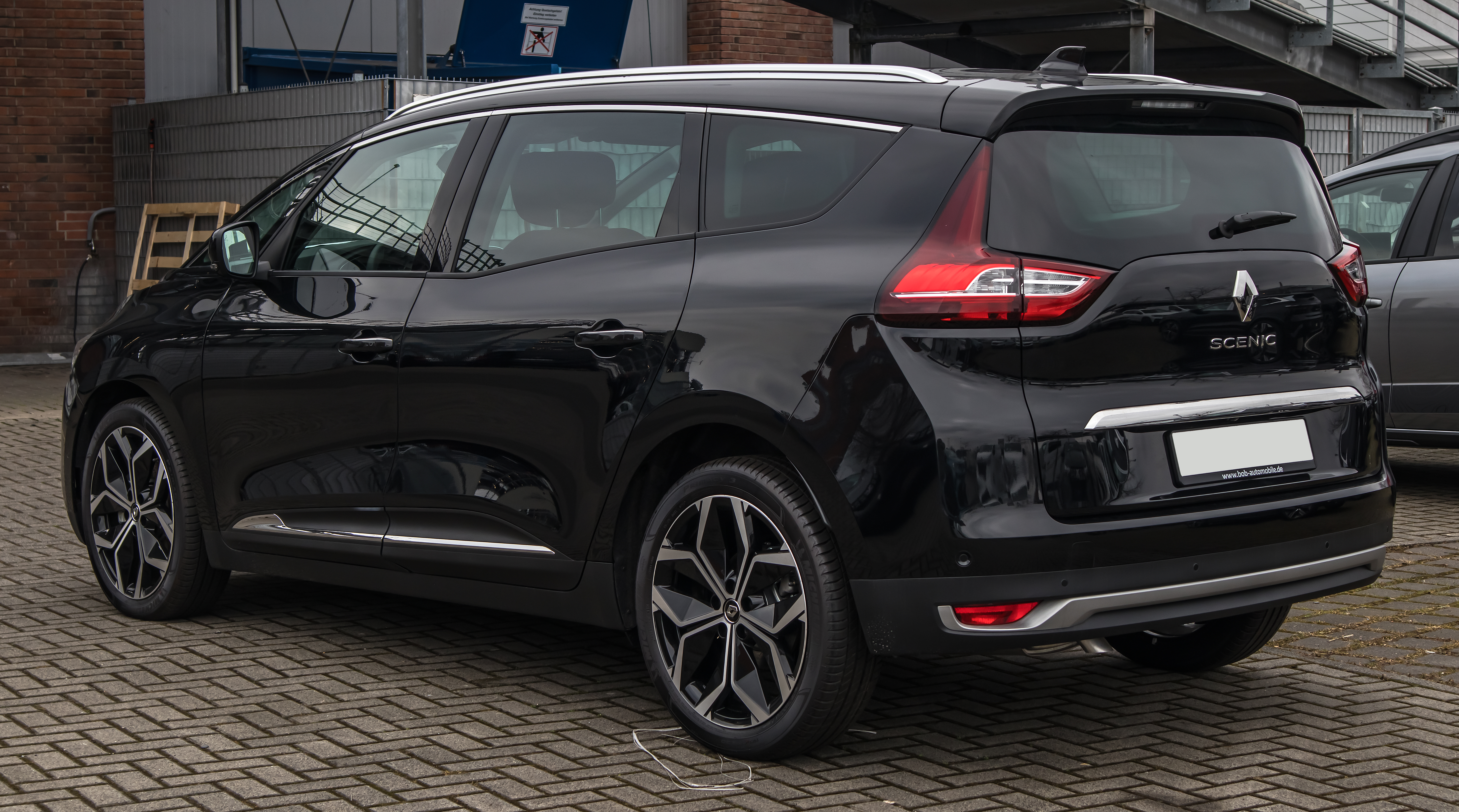
Heckansicht

### Technische Daten

#### Scénic
|                                             | ENERGY TCe 115              | ENERGY TCe 130              | ENERGY TCe 115              | TCe 115 GPF                 | TCe 115 GPF                 | ENERGY TCe 140                   | TCe 140 GPF                      | TCe 140 GPF                               | TCe 160 GPF                    | TCe 160 GPF                               | ENERGY TCe 160                            | ENERGY dCi 110                   | ENERGY dCi 110 Hybrid Assist   | ENERGY dCi 130                 | ENERGY dCi 160                 | Blue dCi 120                     | Blue dCi 150                     |
| ------------------------------------------- | --------------------------- | --------------------------- | --------------------------- | --------------------------- | --------------------------- | -------------------------------- | -------------------------------- | ----------------------------------------- | ------------------------------ | ----------------------------------------- | ----------------------------------------- | -------------------------------- | ------------------------------ | ------------------------------ | ------------------------------ | -------------------------------- | -------------------------------- |
| Bauzeitraum                                 | 11/2016–12/2017             | 11/2016–12/2017             | 12/2017–08/2018             | 09/2018–10/2020             | 10/2020–12/2021             | 12/2017–08/2018                  | 09/2018–10/2020                  | 10/2020–05/2022                           | 10/2020–05/2022                | 09/2018–10/2020                           | 12/2017–08/2018                           | 11/2016–08/2018                  | 03/2017–05/2018                | 11/2016–08/2018                | 11/2016–08/2018                | 09/2018–10/2020                  | 09/2018–10/2020                  |
| Motorkenndaten                              |                             |                             |                             |                             |                             |                                  |                                  |                                           |                                |                                           |                                           |                                  |                                |                                |                                |                                  |                                  |
| Motortyp                                    | R4-Ottomotor                | R4-Ottomotor                | R4-Ottomotor                | R4-Ottomotor                | R4-Ottomotor                | R4-Ottomotor                     | R4-Ottomotor                     | R4-Ottomotor                              | R4-Ottomotor                   | R4-Ottomotor                              | R4-Ottomotor                              | R4-Dieselmotor                   | R4-Dieselmotor                 | R4-Dieselmotor                 | R4-Dieselmotor                 | R4-Dieselmotor                   | R4-Dieselmotor                   |
| Gemischaufbereitung                         | Direkteinspritzung          | Direkteinspritzung          | Direkteinspritzung          | Direkteinspritzung          | Direkteinspritzung          | Direkteinspritzung               | Direkteinspritzung               | Direkteinspritzung                        | Direkteinspritzung             | Direkteinspritzung                        | Direkteinspritzung                        | Common-Rail-Direkteinspritzung   | Common-Rail-Direkteinspritzung | Common-Rail-Direkteinspritzung | Common-Rail-Direkteinspritzung | Common-Rail-Direkteinspritzung   | Common-Rail-Direkteinspritzung   |
| Motoraufladung                              | Turbolader                  | Turbolader                  | Turbolader                  | Turbolader                  | Turbolader                  | Turbolader                       | Turbolader                       | Turbolader                                | Turbolader                     | Turbolader                                | Turbolader                                | Turbolader                       | Turbolader                     | Turbolader                     | Registeraufladung              | Turbolader                       | Turbolader                       |
| Hubraum                                     | 1197 cm³                    | 1197 cm³                    | 1332 cm³                    | 1332 cm³                    | 1333 cm³                    | 1332 cm³                         | 1332 cm³                         | 1333 cm³                                  | 1333 cm³                       | 1332 cm³                                  | 1332 cm³                                  | 1461 cm³                         | 1461 cm³                       | 1598 cm³                       | 1598 cm³                       | 1750 cm³                         | 1750 cm³                         |
| max. Leistung                               | 85 kW (115 PS) bei 4500/min | 97 kW (132 PS) bei 5500/min | 85 kW (115 PS) bei 4500/min | 85 kW (115 PS) bei 4500/min | 85 kW (115 PS) bei 4500/min | 103 kW (140 PS) bei 5000/min     | 103 kW (140 PS) bei 5000/min     | 103 kW (140 PS) bei 5000/min              | 116 kW (158 PS) bei 5500/min   | 117 kW (159 PS) bei 5500/min              | 120 kW (163 PS) bei 5500/min              | 81 kW (110 PS) bei 4000/min      | 81 kW (110 PS) bei 4000/min    | 96 kW (130 PS) bei 4000/min    | 118 kW (160 PS) bei 4000/min   | 88 kW (120 PS) bei 3500/min      | 110 kW (150 PS) bei 3500/min     |
| max. Drehmoment                             | 190 Nm bei 2000/min         | 205 Nm bei 2000/min         | 220 Nm bei 1500/min         | 220 Nm bei 1500/min         | 240 Nm bei 1600/min         | 240 Nm bei 1600/min              | 240 Nm bei 1600/min              | 260 Nm bei 1750/min (240 Nm bei 1600/min) | 270 Nm bei 1800/min            | 260 Nm bei 1750/min (270 Nm bei 1800/min) | 260 Nm bei 1800/min (270 Nm bei 1800/min) | 260 Nm bei 1750/min              | 260 Nm bei 1750/min            | 320 Nm bei 1750/min            | 380 Nm bei 1750/min            | 300 Nm bei 1750/min              | 340 Nm bei 1750/min              |
| Kraftübertragung                            |                             |                             |                             |                             |                             |                                  |                                  |                                           |                                |                                           |                                           |                                  |                                |                                |                                |                                  |                                  |
| Antrieb, serienmäßig                        | Vorderradantrieb            | Vorderradantrieb            | Vorderradantrieb            | Vorderradantrieb            | Vorderradantrieb            | Vorderradantrieb                 | Vorderradantrieb                 | Vorderradantrieb                          | Vorderradantrieb               | Vorderradantrieb                          | Vorderradantrieb                          | Vorderradantrieb                 | Vorderradantrieb               | Vorderradantrieb               | Vorderradantrieb               | Vorderradantrieb                 | Vorderradantrieb                 |
| Getriebe, serienmäßig                       | 6-Gang-Schaltgetriebe       | 6-Gang-Schaltgetriebe       | 6-Gang-Schaltgetriebe       | 6-Gang-Schaltgetriebe       | 6-Gang-Schaltgetriebe       | 6-Gang-Schaltgetriebe            | 6-Gang-Schaltgetriebe            | 6-Gang-Schaltgetriebe                     | 7-Gang-Doppelkupplungsgetriebe | 6-Gang-Schaltgetriebe                     | 6-Gang-Schaltgetriebe                     | 6-Gang-Schaltgetriebe            | 6-Gang-Schaltgetriebe          | 6-Gang-Schaltgetriebe          | 6-Gang-Doppelkupplungsgetriebe | 6-Gang-Schaltgetriebe            | 6-Gang-Schaltgetriebe            |
| Getriebe, optional                          | —                           | —                           | —                           | —                           | —                           | (7-Gang-Doppelkupplungsgetriebe) | (7-Gang-Doppelkupplungsgetriebe) | (7-Gang-Doppelkupplungsgetriebe)          | —                              | (7-Gang-Doppelkupplungsgetriebe)          | (7-Gang-Doppelkupplungsgetriebe)          | (7-Gang-Doppelkupplungsgetriebe) | —                              | —                              | —                              | (6-Gang-Doppelkupplungsgetriebe) | (6-Gang-Doppelkupplungsgetriebe) |
| Messwerte                                   |                             |                             |                             |                             |                             |                                  |                                  |                                           |                                |                                           |                                           |                                  |                                |                                |                                |                                  |                                  |
| Höchstgeschwindigkeit                       | 185 km/h                    | 195 km/h                    | 182 km/h                    | 193 km/h                    | 184 km/h                    | 195 km/h                         | 201 km/h                         | 195 km/h                                  | 200 km/h                       | 210 km/h                                  | 200 km/h                                  | 183–184 km/h                     | 184 km/h                       | 190–194 km/h                   | 200–208 km/h                   | 195 km/h                         | 210 km/h                         |
| Beschleunigung, 0–100 km/h                  | 12,3 s                      | 11,4 s                      | 11,3 s                      | 11,0 s                      | 10,9 s                      | 10,1 s (10,2 s)                  | 10,4 s (9,6 s)                   | 10,2 s (9,7 s)                            | 9,5 s                          | 10,0 s (9,3 s)                            | 9,9 s (9,1 s)                             | 12,4 s                           | 12,4 s                         | 11,4 s                         | 9,6 s                          | 14,2 s (12,4 s)                  | 12,1 s (11,4 s)                  |
| Kraftstoffverbrauch auf 100 km (kombiniert) | 5,8 l Super                 | 5,8 l Super                 | 5,4 l Super                 | 6,0 l Super                 | 5,9–6,1 l Super             | 5,5 l Super                      | 6,0 l Super (5,8 l Super)        | 5,9–6,1 l Super (5,7–5,8 l Super)         | 5,7–5,8 l Super                | 6,0 l Super (5,9 l Super)                 | 5,4 l Super (5,5 l Super)                 | 3,9 l Diesel (4,0 l Diesel)      | 3,6 l Diesel                   | 4,5 l Diesel                   | 4,5 l Diesel                   | 4,8 l Diesel                     | 4,8 l Diesel                     |
| CO2-Emission (kombiniert)                   | 129 g/km                    | 130 g/km                    | 122 g/km                    | 136 g/km                    | 135–139 g/km                | 123 g/km (122 g/km)              | 136 g/km (132 g/km)              | 135–139 g/km (130–132 g/km)               | 130–132 g/km                   | 136 g/km (132 g/km)                       | 122 g/km                                  | 100 g/km (104 g/km)              | 94 g/km                        | 116 g/km                       | 118 g/km                       | 127 g/km (126 g/km)              | 127 g/km                         |
| Tankinhalt                                  | 52 l                        | 52 l                        | 52 l                        | 52 l                        | 50 l                        | 52 l                             | 52 l                             | 50 l                                      | 50 l                           | 52 l                                      | 52 l                                      | 52 l                             | 52 l                           | 52 l                           | 52 l                           | 52 l                             | 52 l                             |
| Abgasnorm nach EU-Klassifikation            | Euro 6                      | Euro 6                      | Euro 6                      | Euro 6d-TEMP                | Euro 6d                     | Euro 6                           | Euro 6d-TEMP                     | Euro 6d                                   | Euro 6d                        | Euro 6d-TEMP                              | Euro 6                                    | Euro 6                           | Euro 6                         | Euro 6                         | Euro 6                         | Euro 6d-TEMP                     | Euro 6d-TEMP                     |

#### Grand Scénic
|                                             | ENERGY TCe 115              | ENERGY TCe 130              | ENERGY TCe 115              | TCe 115 GPF                 | TCe 115 GPF                 | ENERGY TCe 140                   | TCe 140 GPF                      | TCe 140 GPF                               | TCe 160 GPF                    | TCe 160 GPF                               | ENERGY TCe 160                            | ENERGY dCi 110                   | ENERGY dCi 110 Hybrid Assist   | ENERGY dCi 130                 | ENERGY dCi 160                 | Blue dCi 120                     | Blue dCi 150                     |
| ------------------------------------------- | --------------------------- | --------------------------- | --------------------------- | --------------------------- | --------------------------- | -------------------------------- | -------------------------------- | ----------------------------------------- | ------------------------------ | ----------------------------------------- | ----------------------------------------- | -------------------------------- | ------------------------------ | ------------------------------ | ------------------------------ | -------------------------------- | -------------------------------- |
| Bauzeitraum                                 | 12/2016–12/2017             | 12/2016–12/2017             | 12/2017–08/2018             | 09/2018–10/2020             | 10/2020–12/2021             | 12/2017–08/2018                  | 09/2018–10/2020                  | 10/2020–09/2023                           | 10/2020–09/2023                | 09/2018–10/2020                           | 12/2017–08/2018                           | 12/2016–08/2018                  | 03/2017–05/2018                | 12/2016–08/2018                | 12/2016–08/2018                | 09/2018–10/2020                  | 09/2018–10/2020                  |
| Motorkenndaten                              |                             |                             |                             |                             |                             |                                  |                                  |                                           |                                |                                           |                                           |                                  |                                |                                |                                |                                  |                                  |
| Motortyp                                    | R4-Ottomotor                | R4-Ottomotor                | R4-Ottomotor                | R4-Ottomotor                | R4-Ottomotor                | R4-Ottomotor                     | R4-Ottomotor                     | R4-Ottomotor                              | R4-Ottomotor                   | R4-Ottomotor                              | R4-Ottomotor                              | R4-Dieselmotor                   | R4-Dieselmotor                 | R4-Dieselmotor                 | R4-Dieselmotor                 | R4-Dieselmotor                   | R4-Dieselmotor                   |
| Gemischaufbereitung                         | Direkteinspritzung          | Direkteinspritzung          | Direkteinspritzung          | Direkteinspritzung          | Direkteinspritzung          | Direkteinspritzung               | Direkteinspritzung               | Direkteinspritzung                        | Direkteinspritzung             | Direkteinspritzung                        | Direkteinspritzung                        | Common-Rail-Direkteinspritzung   | Common-Rail-Direkteinspritzung | Common-Rail-Direkteinspritzung | Common-Rail-Direkteinspritzung | Common-Rail-Direkteinspritzung   | Common-Rail-Direkteinspritzung   |
| Motoraufladung                              | Turbolader                  | Turbolader                  | Turbolader                  | Turbolader                  | Turbolader                  | Turbolader                       | Turbolader                       | Turbolader                                | Turbolader                     | Turbolader                                | Turbolader                                | Turbolader                       | Turbolader                     | Turbolader                     | Registeraufladung              | Turbolader                       | Turbolader                       |
| Hubraum                                     | 1197 cm³                    | 1197 cm³                    | 1332 cm³                    | 1332 cm³                    | 1333 cm³                    | 1332 cm³                         | 1332 cm³                         | 1333 cm³                                  | 1333 cm³                       | 1332 cm³                                  | 1332 cm³                                  | 1461 cm³                         | 1461 cm³                       | 1598 cm³                       | 1598 cm³                       | 1750 cm³                         | 1750 cm³                         |
| max. Leistung                               | 85 kW (115 PS) bei 4500/min | 97 kW (132 PS) bei 5500/min | 85 kW (115 PS) bei 4500/min | 85 kW (115 PS) bei 4500/min | 85 kW (115 PS) bei 4500/min | 103 kW (140 PS) bei 5000/min     | 103 kW (140 PS) bei 5000/min     | 103 kW (140 PS) bei 5000/min              | 116 kW (158 PS) bei 5500/min   | 117 kW (159 PS) bei 5500/min              | 120 kW (163 PS) bei 5500/min              | 81 kW (110 PS) bei 4000/min      | 81 kW (110 PS) bei 4000/min    | 96 kW (130 PS) bei 4000/min    | 118 kW (160 PS) bei 4000/min   | 88 kW (120 PS) bei 3500/min      | 110 kW (150 PS) bei 3500/min     |
| max. Drehmoment                             | 190 Nm bei 2000/min         | 205 Nm bei 2000/min         | 220 Nm bei 1500/min         | 220 Nm bei 1500/min         | 240 Nm bei 1600/min         | 240 Nm bei 1600/min              | 240 Nm bei 1600/min              | 260 Nm bei 1750/min (240 Nm bei 1600/min) | 270 Nm bei 1800/min            | 260 Nm bei 1750/min (270 Nm bei 1800/min) | 260 Nm bei 1800/min (270 Nm bei 1800/min) | 260 Nm bei 1750/min              | 260 Nm bei 1750/min            | 320 Nm bei 1750/min            | 380 Nm bei 1750/min            | 300 Nm bei 1750/min              | 340 Nm bei 1750/min              |
| Kraftübertragung                            |                             |                             |                             |                             |                             |                                  |                                  |                                           |                                |                                           |                                           |                                  |                                |                                |                                |                                  |                                  |
| Antrieb, serienmäßig                        | Vorderradantrieb            | Vorderradantrieb            | Vorderradantrieb            | Vorderradantrieb            | Vorderradantrieb            | Vorderradantrieb                 | Vorderradantrieb                 | Vorderradantrieb                          | Vorderradantrieb               | Vorderradantrieb                          | Vorderradantrieb                          | Vorderradantrieb                 | Vorderradantrieb               | Vorderradantrieb               | Vorderradantrieb               | Vorderradantrieb                 | Vorderradantrieb                 |
| Getriebe, serienmäßig                       | 6-Gang-Schaltgetriebe       | 6-Gang-Schaltgetriebe       | 6-Gang-Schaltgetriebe       | 6-Gang-Schaltgetriebe       | 6-Gang-Schaltgetriebe       | 6-Gang-Schaltgetriebe            | 6-Gang-Schaltgetriebe            | 6-Gang-Schaltgetriebe                     | 7-Gang-Doppelkupplungsgetriebe | 6-Gang-Schaltgetriebe                     | 6-Gang-Schaltgetriebe                     | 6-Gang-Schaltgetriebe            | 6-Gang-Schaltgetriebe          | 6-Gang-Schaltgetriebe          | 6-Gang-Doppelkupplungsgetriebe | 6-Gang-Schaltgetriebe            | 6-Gang-Schaltgetriebe            |
| Getriebe, optional                          | —                           | —                           | —                           | —                           | —                           | (7-Gang-Doppelkupplungsgetriebe) | (7-Gang-Doppelkupplungsgetriebe) | (7-Gang-Doppelkupplungsgetriebe)          | —                              | (7-Gang-Doppelkupplungsgetriebe)          | (7-Gang-Doppelkupplungsgetriebe)          | (7-Gang-Doppelkupplungsgetriebe) | —                              | —                              | —                              | (6-Gang-Doppelkupplungsgetriebe) | (6-Gang-Doppelkupplungsgetriebe) |
| Messwerte                                   |                             |                             |                             |                             |                             |                                  |                                  |                                           |                                |                                           |                                           |                                  |                                |                                |                                |                                  |                                  |
| Höchstgeschwindigkeit                       | 195 km/h                    | 195 km/h                    | 183 km/h                    | 190 km/h                    | 182 km/h                    | 195 km/h                         | 196 km/h (199 km/h)              | 193 km/h                                  | 200 km/h                       | 207 km/h (208 km/h)                       | 200 km/h                                  | 183–184 km/h                     | 184 km/h                       | 190–194 km/h                   | 200–208 km/h                   | 193 km/h                         | 208 km/h                         |
| Beschleunigung, 0–100 km/h                  | 12,5 s                      | 11,6 s                      | 11,5–11,7 s                 | 11,3 s                      | 11,2 s                      | 10,1–10,3 s (10,4–10,5 s)        | 10,6 s (9,9 s)                   | 10,4 s (10,0 s)                           | 9,7 s                          | 10,2 s (9,5 s)                            | 10,2–10,5 s (9,2–9,3 s)                   | 12,6 s                           | 12,4 s                         | 11,6 s                         | 9,9 s                          | 14,5 s (12,6 s)                  | 12,4 s (11,6 s)                  |
| Kraftstoffverbrauch auf 100 km (kombiniert) | 6,1 l Super                 | 6,1 l Super                 | 5,6 l Super                 | 6,0 l Super                 | 5,9–6,1 l Super             | 5,7 l Super (5,5 l Super)        | 6,0 l Super (5,8 l Super)        | 6,0–6,1 l Super (5,7–5,8 l Super)         | 5,7–5,8 l Super                | 6,0 l Super (5,9 l Super)                 | 5,6 l Super (5,5 l Super)                 | 4,0 l Diesel                     | 3,6 l Diesel                   | 4,6 l Diesel                   | 4,7 l Diesel                   | 4,8 l Diesel                     | 4,8 l Diesel                     |
| CO2-Emission (kombiniert)                   | 136 g/km                    | 136 g/km                    | 125 g/km                    | 136 g/km                    | 135–139 g/km                | 127 g/km (124 g/km)              | 136 g/km (132 g/km)              | 137–139 g/km (130–132 g/km)               | 130–132 g/km                   | 136 g/km (132 g/km)                       | 125 g/km (124 g/km)                       | 104 g/km                         | 94 g/km                        | 119 g/km                       | 122 g/km                       | 127 g/km (126 g/km)              | 127 g/km                         |
| Tankinhalt                                  | 53 l                        | 53 l                        | 53 l                        | 53 l                        | 53 l                        | 53 l                             | 53 l                             | 53 l                                      | 53 l                           | 53 l                                      | 53 l                                      | 53 l                             | 53 l                           | 53 l                           | 53 l                           | 53 l                             | 53 l                             |
| Abgasnorm nach EU-Klassifikation            | Euro 6                      | Euro 6                      | Euro 6                      | Euro 6d-TEMP                | Euro 6d                     | Euro 6                           | Euro 6d-TEMP                     | Euro 6d                                   | Euro 6d                        | Euro 6d-TEMP                              | Euro 6                                    | Euro 6                           | Euro 6                         | Euro 6                         | Euro 6                         | Euro 6d-TEMP                     | Euro 6d-TEMP                     |

## Sondermodelle

### RX4

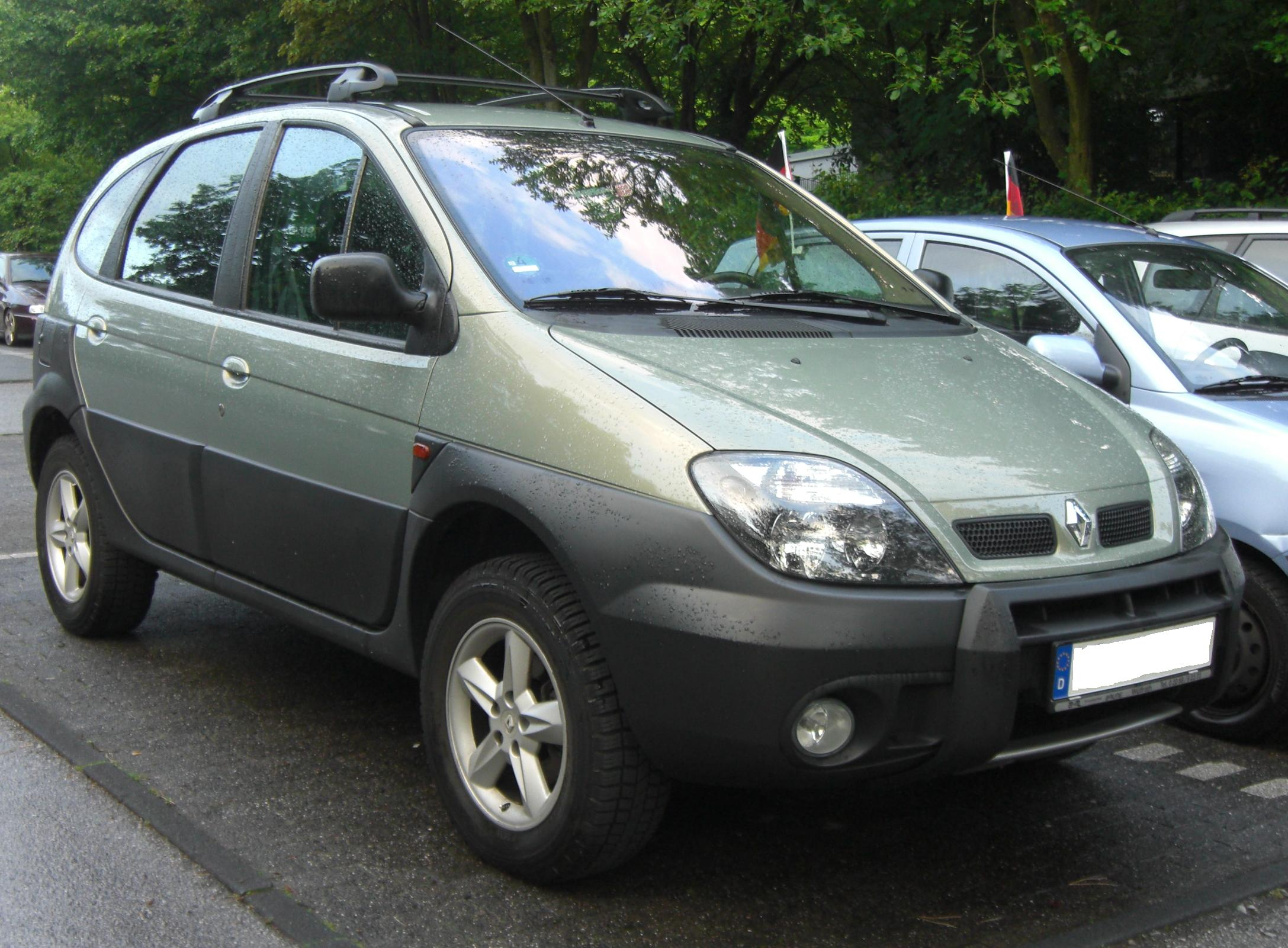
Renault Scénic RX4 (2000–2003)

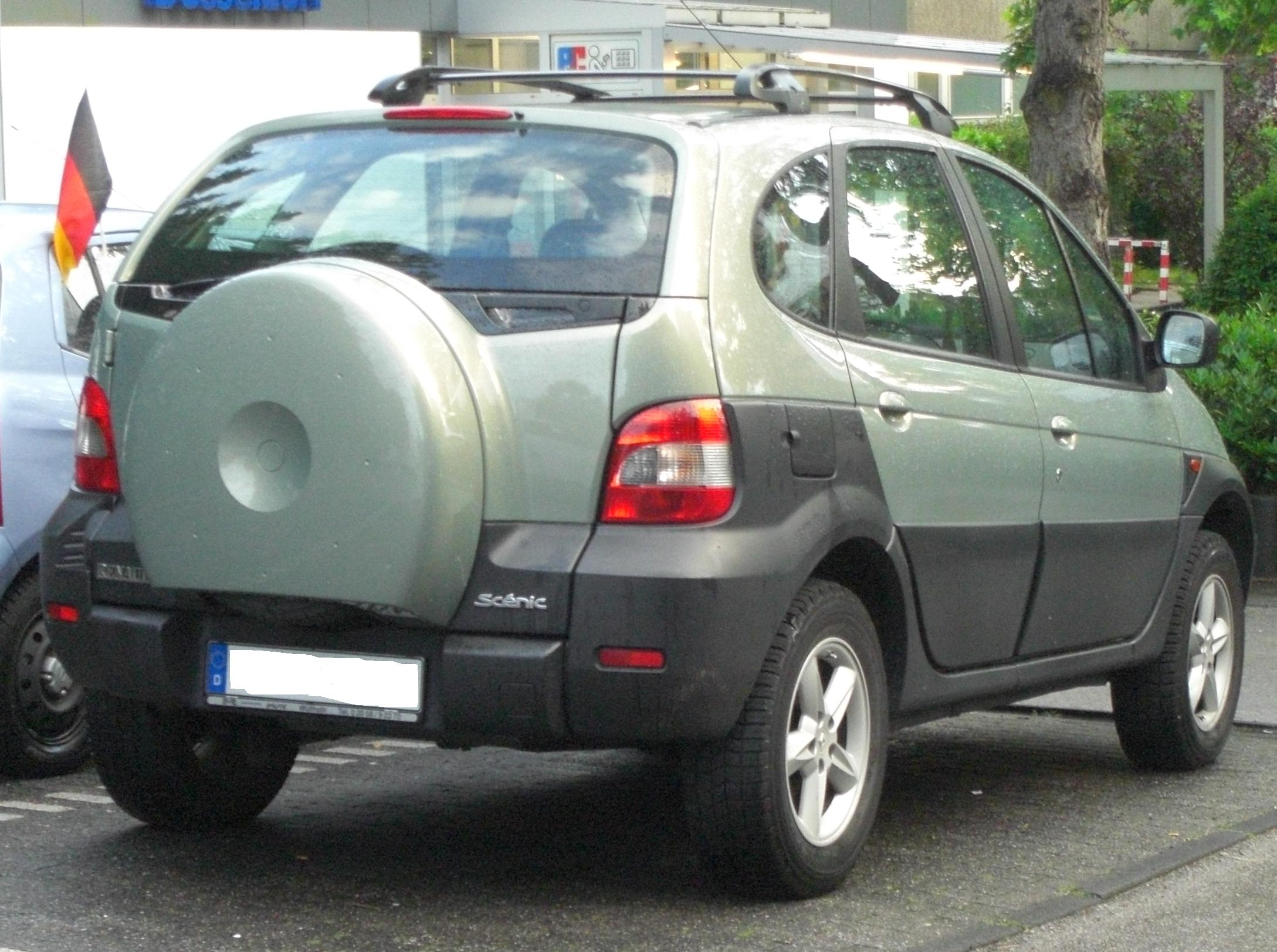
Heckansicht

Der Renault Scénic RX4 ist ein sogenanntes Sports Utility Vehicle in Kompaktvanbauweise, welches von Herbst 2000 bis Mitte 2003 auf Basis des Scénic I Phase II produziert wurde. Gegenüber dem Basismodell besitzt der RX4 eine 6 cm höhere Bodenfreiheit, eine umlaufende Karosserieschutzleiste mit Rammschutz und ein vom österreichischen Fahrzeugbetrieb Magna Steyr entwickeltes Fahrwerk mit permanentem Allradantrieb, welches über ein elektronisch geregeltes Differentialgetriebe mit Visco-Kupplung angetrieben wird. Die Visco-Kupplung verteilt dabei das Drehmoment des Motors abhängig von den Traktionsverhältnissen zwischen der Vorder- und der Hinterachse.
Aufgrund des größeren Raumbedarfs der verstärkten hinteren Aufhängung wurde der Ersatzreifen an der seitlich öffnenden Hecktür montiert. Im Gegensatz zu vollwertigen Geländewagen hat der RX4 weder eine Getriebeuntersetzung noch ein Sperrdifferential. Die beiden angebotenen Motoren erzeugen bei niedrigen Drehzahlen wenig Drehmoment, daher ist das Fahrzeug nur eingeschränkt geländetauglich. Aus diesem Grund warnt Renault bereits in der Einleitung des Betriebshandbuchs: „Trotz großer Bodenhöhe sind diese Fahrzeuge keine Geländewagen.“ Außerdem sind die vier serienmäßigen Scheibenbremsen im Grenzbereich für den 1750 kg schweren Wagen unterdimensioniert.
| Motorisierung | Leistung      |
| Benzinmotoren |               |
| 2.0 16V       | 102 kW/138 PS |
| Dieselmotoren |               |
| 1.9 dCi       | 75 kW/102 PS  |

Ausstattungsvarianten
- Aigle (Sondermodell)
- Freestyle
- Supreme
- Salomon (Sondermodell)

### Conquest

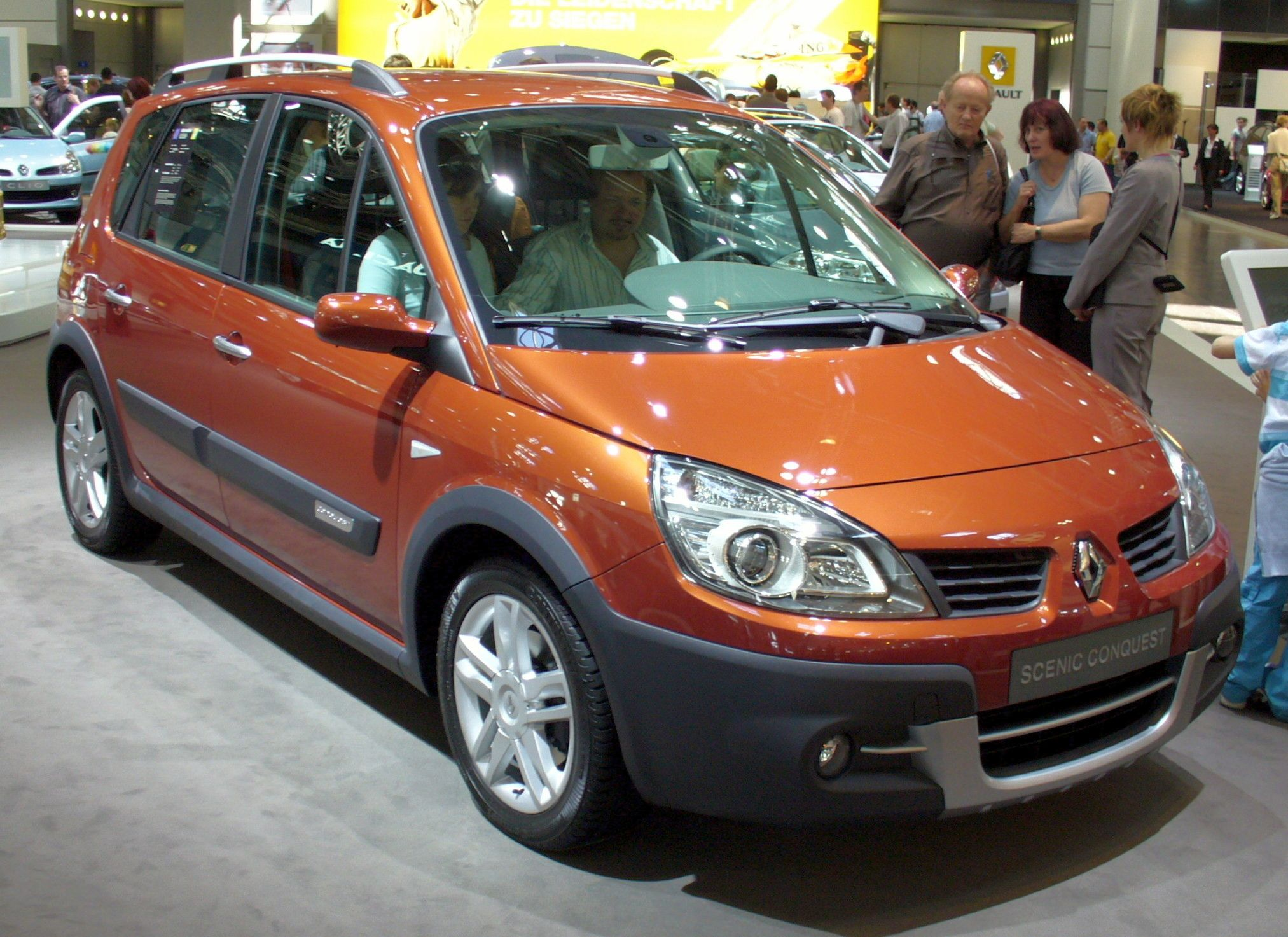
Renault Scénic Conquest (2007–2009)

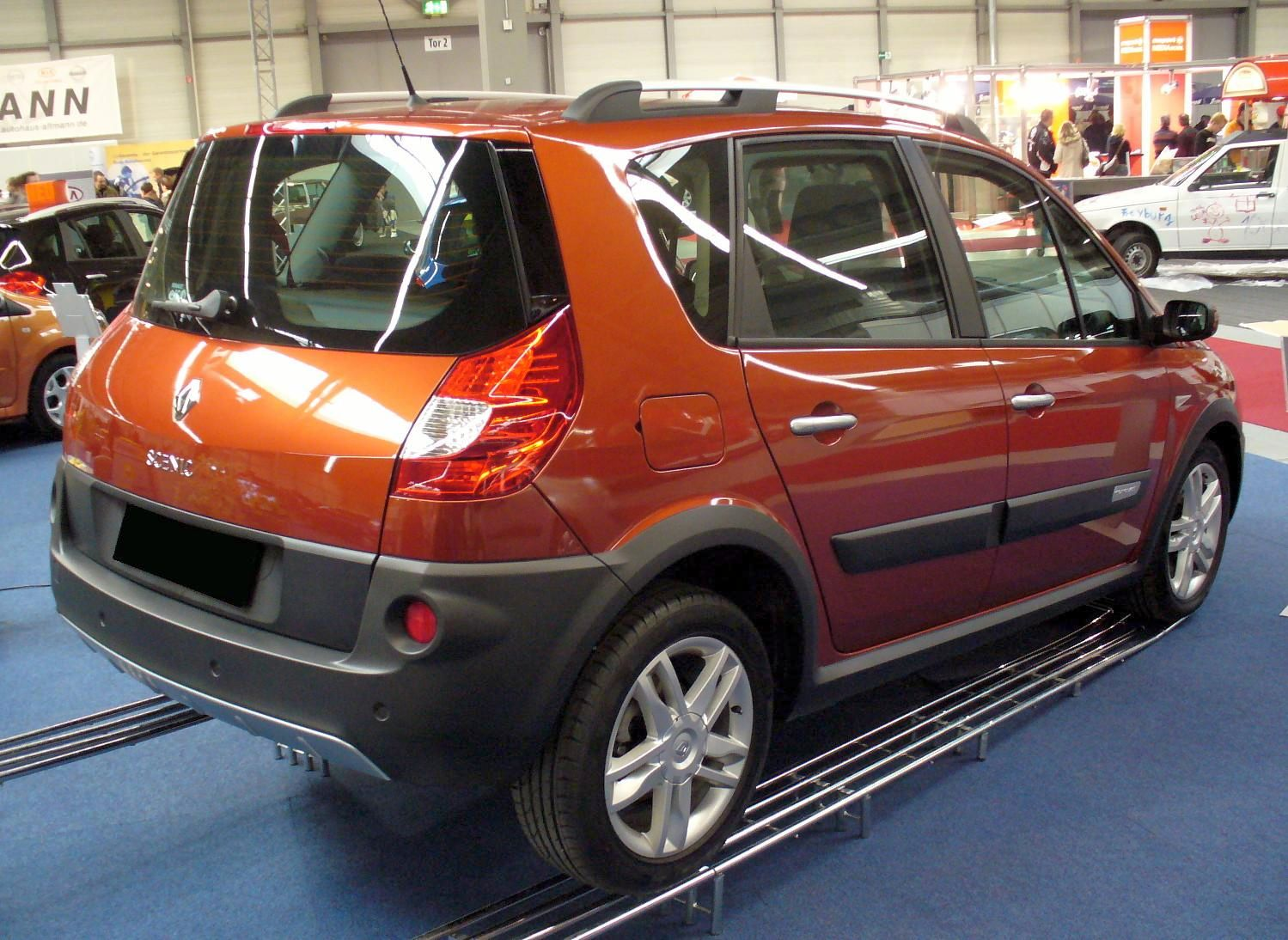
Heckansicht

Ab Juni 2007 wurde der Scenic II mit der Zusatzbezeichnung Conquest ebenfalls im Geländewagenlook angeboten (in Österreich als Crossroad). Das 20 Millimeter höhere Fahrwerk ist straffer ausgelegt; außen verfügt die Karosserie über robustere Stoßfänger, Radlaufschutzleisten und eine Dachreling (in Chrom mit schwarzen Halterungen). Serienmäßig gibt es 17″-Aluminiumfelgen und Einparksensoren.
Offiziell vorgestellt wurde das Modell auf dem Genfer Auto-Salon 2007.
Mit dem Wechsel zur dritten Generation endete Anfang 2009 die Produktion des Scénic Conquest.
| Motorisierung | Leistung     | CO2-Emissionen |
| Benzinmotoren |              |                |
| 1.6 16V       | 82 kW/112 PS | 182 g/km       |
| 2.0 16V       | 99 kW/135 PS | 192 g/km       |
| Dieselmotoren |              |                |
| 1.9 dCi FAP   | 96 kW/130 PS | 159 g/km       |

### ZEV H2
Der Scénic ZEV H2 ist ein mit einer Brennstoffzelle ausgerüsteter Prototyp der Renault-Nissan-Allianz. Dieses Zero Emission Vehicle basiert auf einem um 60 Millimeter höher gelegten Grand Scénic. Die bisher im Scénic verbauten Armaturen finden unverändert auch in diesem Fahrzeug Verwendung.
Angetrieben wird dieser Prototyp von einem 90 kW (122 PS) Elektromotor an einer Batterie mit einer Kapazität von 25 kWh und einer Betriebsspannung von 400 Volt. Die Batterie wird von der Brennstoffzelle gespeist. Beim Bremsen wird elektrische Energie wieder in die Batterie eingespeist (Rekuperation).

### XMOD

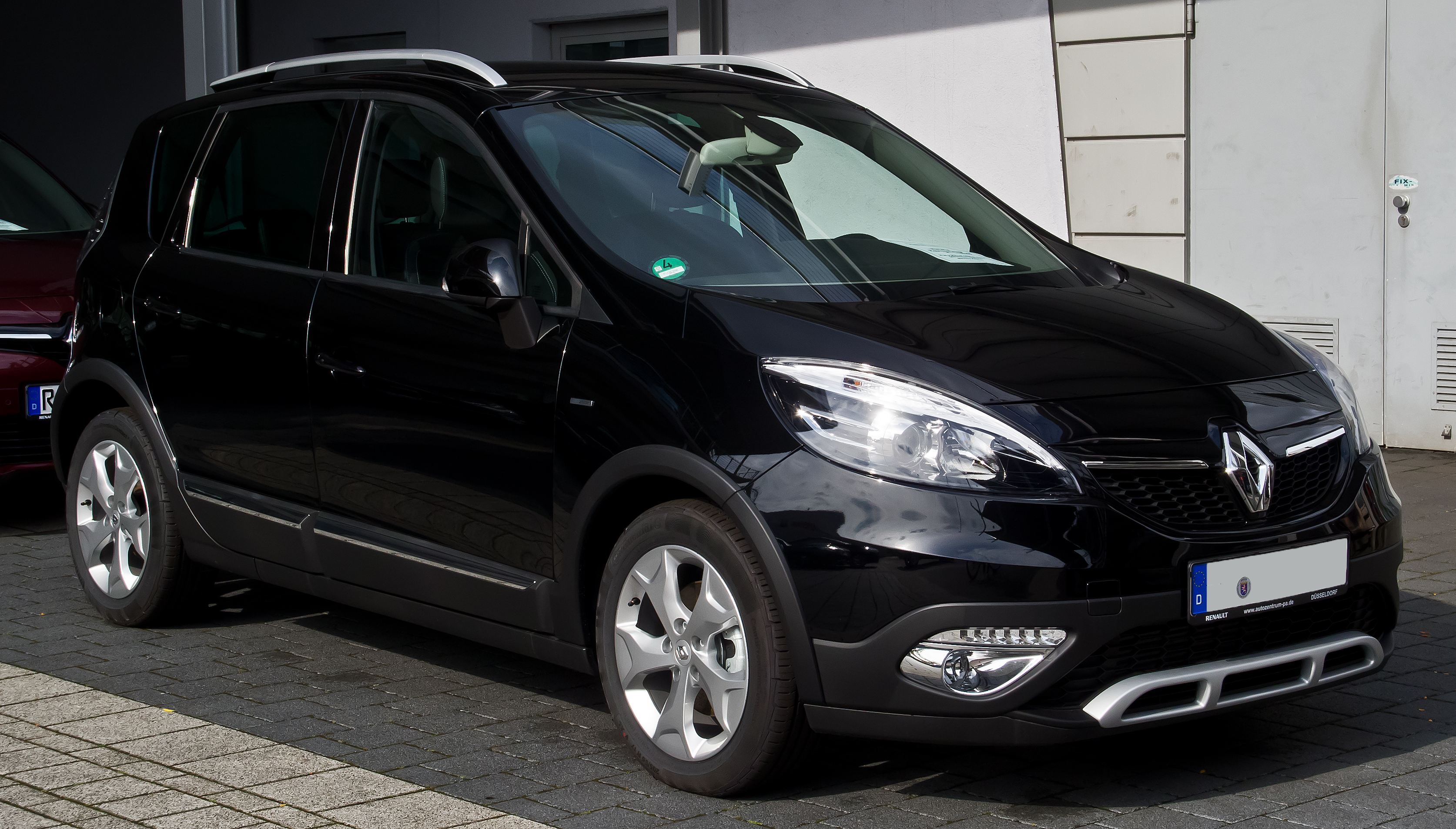
Renault Scénic XMOD (2013–2016)

Der Scénic XMOD ist im April 2013 mit der Modellpflege der dritten Generation als Crossover-Ergänzung auf den Markt gekommen.
Präsentiert wurde dieser auf dem Genfer Auto-Salon. Als markante Unterschiede hat er eigenständige Stoßfänger mit Unterbodenschutz, hat eine höhere Bodenfreiheit, eigenständige Räder und eine Dachreling.

## Scénic Vision (2022)
Im Mai 2022 präsentierte Renault mit dem Scénic Vision ein 4,49 Meter langes Konzeptfahrzeug, das einen Ausblick auf ein Familienauto zeigt, das ab 2024 erhältlich sein soll. Die Plattform teilt sich das Fahrzeug mit dem Renault Mégane E-Tech Electric und dem Nissan Ariya. Angetrieben wird der Scénic Vision von einem Elektromotor. Als Reichweitenverlängerer kommt eine Wasserstoff-Brennstoffzelle zum Einsatz.

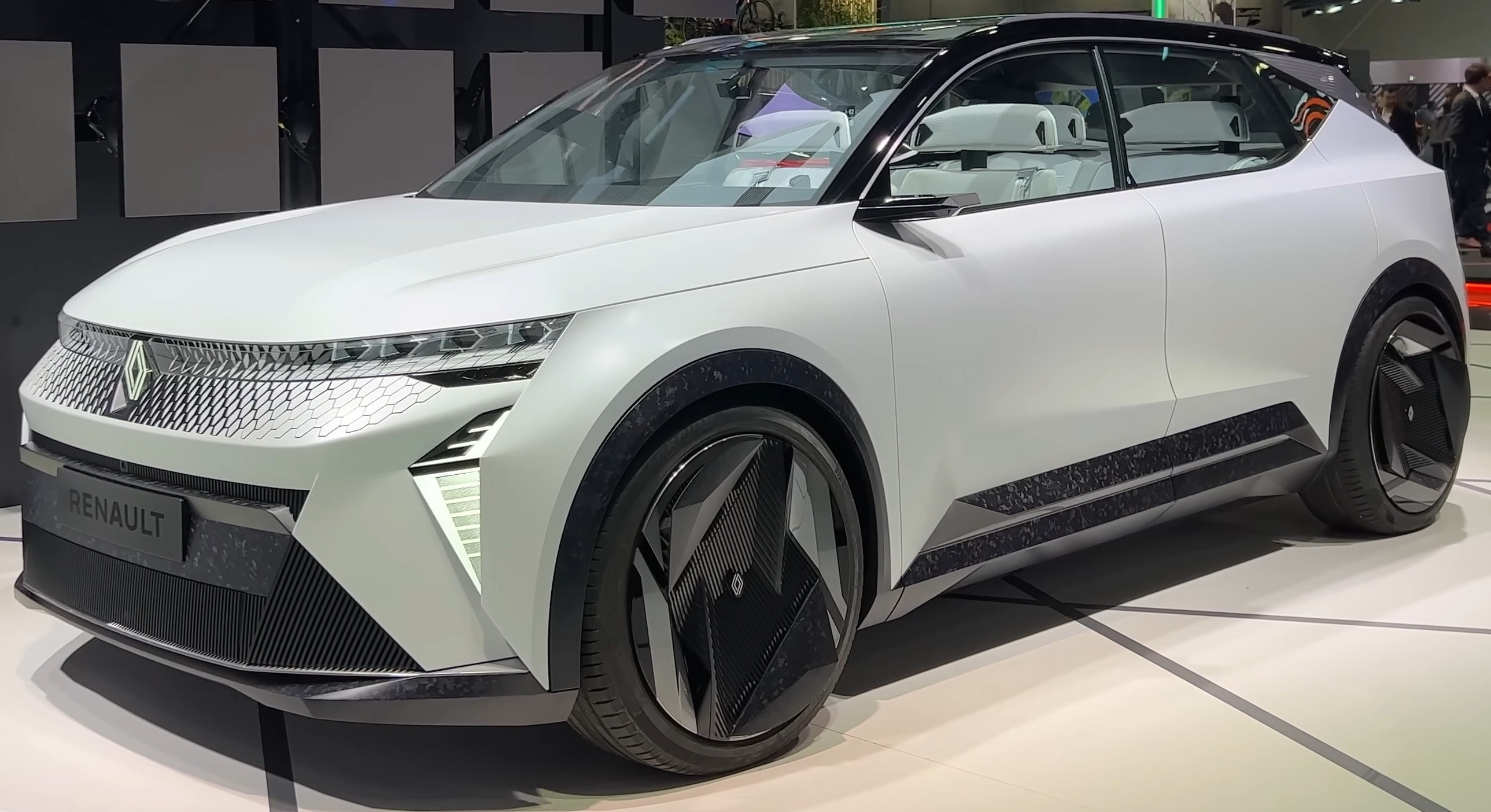
Renault Scénic Vision (2022)
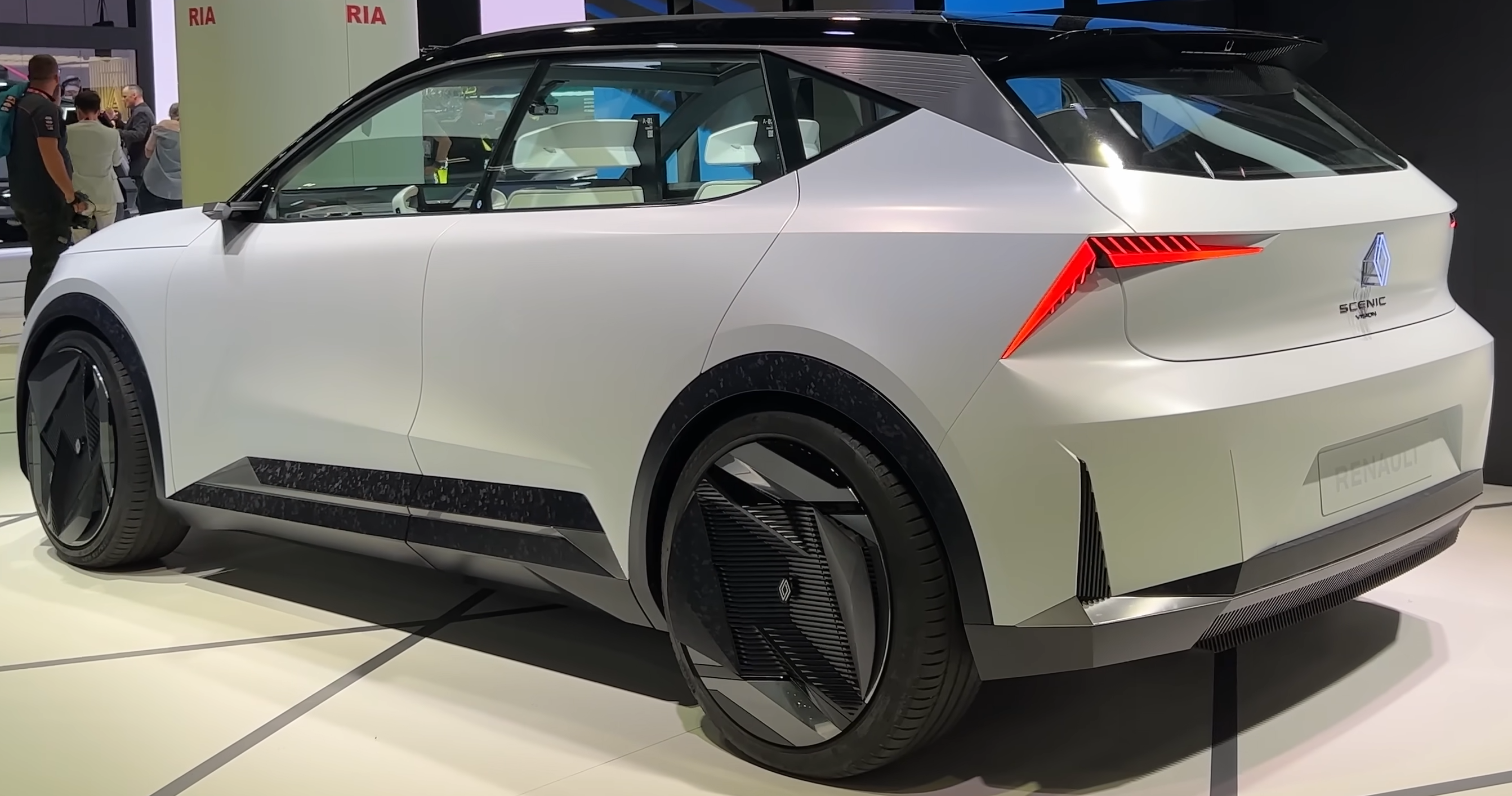
Heckansicht